# Noyers (Yonne)
Pour les articles homonymes, voir Noyers.
Noyers-sur-Serein redirige ici.
Noyers (prononcer Noyère /nwa.jɛʁ/) est une commune française située dans le département de l'Yonne en région Bourgogne-Franche-Comté. Elle est très souvent appelée Noyers-sur-Serein.
Bourg médiéval préservé, le village fait partie des « Plus Beaux Villages de France ». Il a aussi été classé septième Village préféré des Français (sur 21 en compétition) en 2014. Il est notamment connu pour être le lieu d'action de la série Une famille formidable, diffusée sur la chaîne de télévision nationale TF1, entre 2010 et 2013.
Ses habitants sont appelés les Nucériens (à ne pas confondre avec les Nucerins, les habitants de Nucère en Italie).

## Géographie
La vallée du Serein creuse assez profondément le plateau calcaire de cette région et, avec celle toute proche de l'Armançon, elle forme le Pays des Vallées de l'AS.
Le bourg médiéval est implanté dans un méandre particulièrement marqué du Serein : cet endroit est navigable en canoé-kayak.

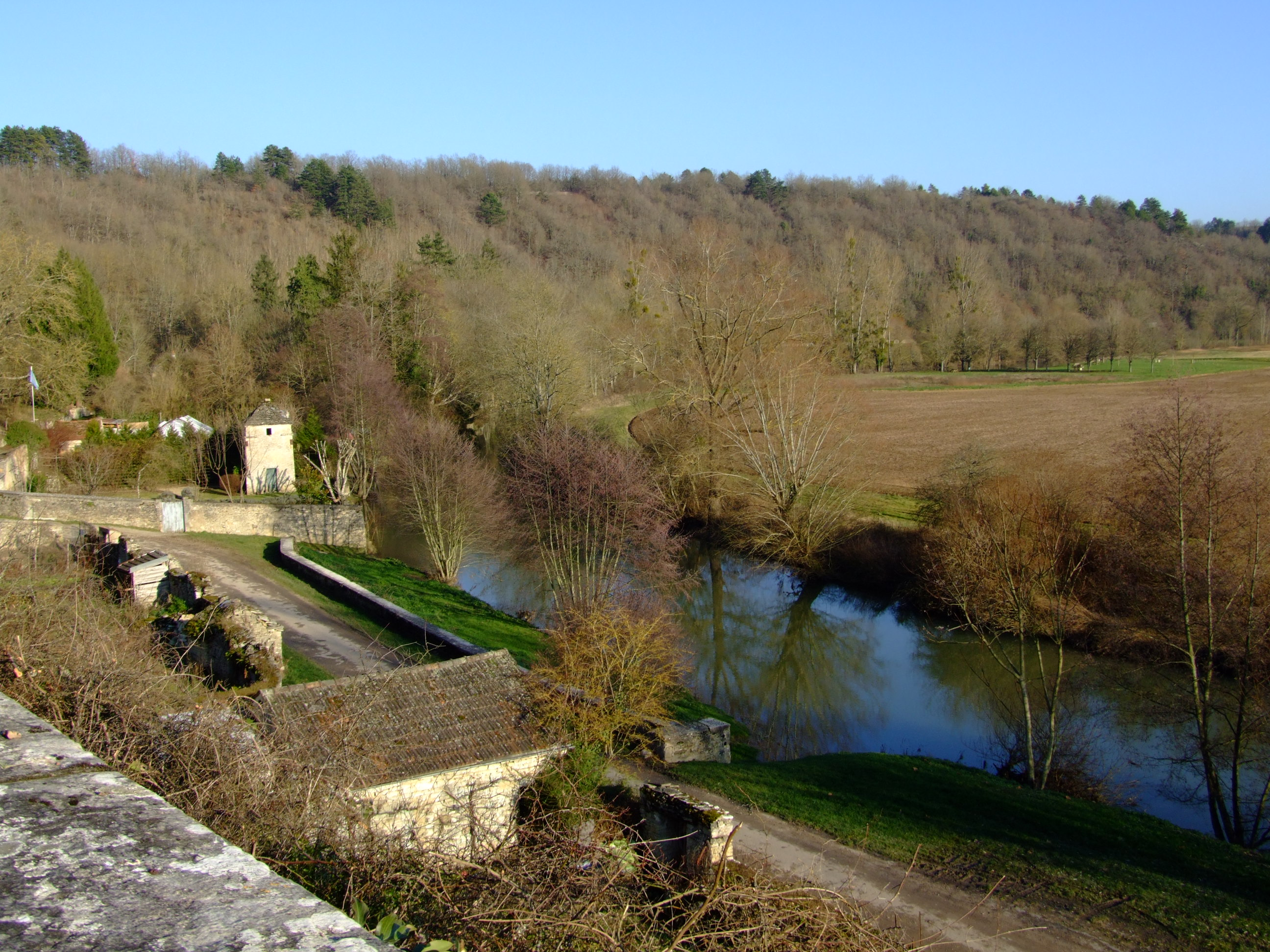
Le Serein vu depuis le château

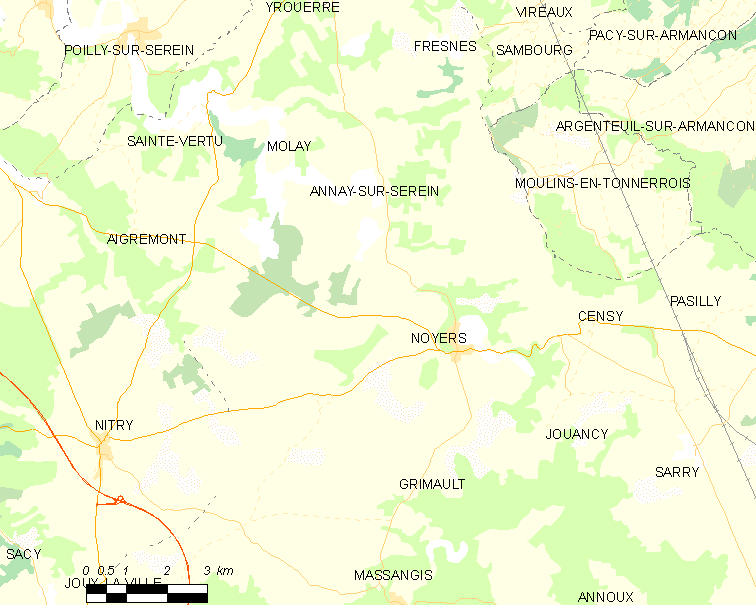
Carte de la commune de Noyers et des proches communes.

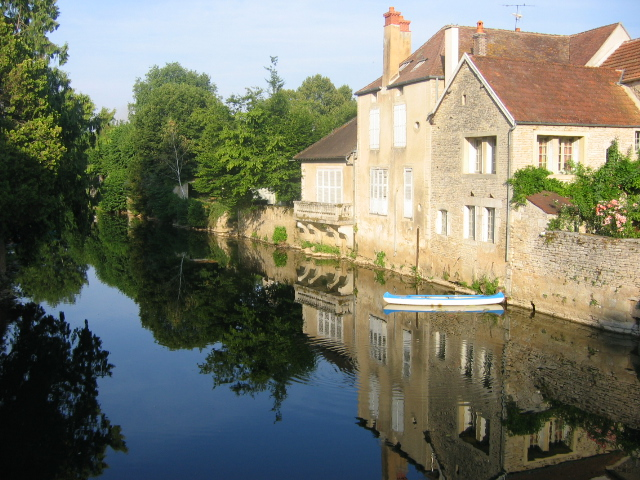
Le Serein à Noyers

### Communes limitrophes
1. Jouancy (89) 3,3 km
2. Censy (89) 3,6 km
3. Annay-sur-Serein (89) 4,6 km
4. Grimault (89) 4,9 km
5. Moulins-en-Tonnerrois (89) 5 km
6. Fresnes (89) 7,2 km
7. Sambourg (89) 8,3 km
8. Sainte-Vertu (89) 8,6 km
9. Nitry (89) 9 km

### Climat
Pour des articles plus généraux, voir Climat de la Bourgogne-Franche-Comté et Climat de l'Yonne.
En 2010, le climat de la commune est de type climat océanique dégradé des plaines du Centre et du Nord, selon une étude du Centre national de la recherche scientifique s'appuyant sur une série de données couvrant la période 1971-2000. En 2020, Météo-France publie une typologie des climats de la France métropolitaine dans laquelle la commune est exposée à un climat océanique altéré et est dans la région climatique  Lorraine, plateau de Langres, Morvan, caractérisée par un hiver rude (1,5 °C), des vents modérés et des brouillards fréquents en automne et hiver. 
Pour la période 1971-2000, la température annuelle moyenne est de 10,7 °C, avec une amplitude thermique annuelle de 15,8 °C. Le cumul annuel moyen de précipitations est de 807 mm, avec 11,9 jours de précipitations en janvier et 8,2 jours en juillet. Pour la période 1991-2020, la température moyenne annuelle observée sur la station météorologique installée sur la commune est de 11,9 °C et le cumul annuel moyen de précipitations est de 785,9 mm. 
La température maximale relevée sur cette station est de 40,7 °C, atteinte le 24 juillet 2019 ; la température minimale est de −13,4 °C, atteinte le 7 février 2012,,. 
| Mois                                  | jan.          | fév.           | mars          | avril         | mai           | juin          | jui.          | août         | sep.          | oct.          | nov.          | déc.           | année      |
| ------------------------------------- | ------------- | -------------- | ------------- | ------------- | ------------- | ------------- | ------------- | ------------ | ------------- | ------------- | ------------- | -------------- | ---------- |
| Température minimale moyenne (°C)     | 1,5           | 1              | 3,2           | 5,9           | 8,6           | 12,5          | 14,7          | 14,5         | 11,2          | 8,5           | 4,9           | 2,3            | 7,4        |
| Température moyenne (°C)              | 4             | 4,4            | 7,9           | 11,3          | 14            | 18,3          | 20,8          | 20,4         | 16,7          | 12,5          | 7,9           | 5              | 11,9       |
| Température maximale moyenne (°C)     | 6,5           | 7,8            | 12,6          | 16,8          | 19,3          | 24,1          | 26,8          | 26,3         | 22,2          | 16,5          | 10,9          | 7,7            | 16,5       |
| Record de froid (°C) date du record   | −9,6 20.01.17 | −13,4 07.02.12 | −5 15.03.13   | −4,9 06.04.21 | 0 06.05.19    | 4,5 01.06.11  | 7,8 03.07.11  | 7,3 11.08.16 | 2,6 30.09.22  | −3,4 29.10.12 | −8 30.11.10   | −11,3 26.12.10 | −13,4 2012 |
| Record de chaleur (°C) date du record | 16,5 25.01.16 | 21,3 27.02.19  | 25,4 31.03.21 | 28 20.04.18   | 32,8 28.05.17 | 38,4 27.06.19 | 40,7 24.07.19 | 39 19.08.12  | 35,3 10.09.23 | 30 02.10.23   | 23,5 08.11.15 | 18,3 17.12.15  | 40,7 2019  |
| Précipitations (mm)                   | 68,2          | 55             | 52            | 62,4          | 82,7          | 75,5          | 47            | 59,5         | 50,1          | 83,8          | 70            | 79,7           | 785,9      |

| Diagramme climatique                                  |        |           |             |             |              |            |              |              |             |           |            |
| J                                                     | F      | M         | A           | M           | J            | J          | A            | S            | O           | N         | D          |
| 6,51,568,2                                            | 7,8155 | 12,63,252 | 16,85,962,4 | 19,38,682,7 | 24,112,575,5 | 26,814,747 | 26,314,559,5 | 22,211,250,1 | 16,58,583,8 | 10,94,970 | 7,72,379,7 |
| Moyennes : • Temp. maxi et mini °C • Précipitation mm |        |           |             |             |              |            |              |              |             |           |            |

Les paramètres climatiques de la commune ont été estimés pour le milieu du siècle (2041-2070) selon différents scénarios d'émission de gaz à effet de serre à partir des nouvelles projections climatiques de référence DRIAS-2020. Ils sont consultables sur un site dédié publié par Météo-France en novembre 2022.

### Transports
Noyers n'est desservi par aucun moyen de transport en commun. 

## Urbanisme

### Typologie
Au 1er janvier 2024, Noyers est catégorisée commune rurale à habitat dispersé, selon la nouvelle grille communale de densité à sept niveaux définie par l'Insee en 2022.
Elle est située hors unité urbaine et hors attraction des villes,.

### Occupation des sols
L'occupation des sols de la commune, telle qu'elle ressort de la base de données européenne d’occupation biophysique des sols Corine Land Cover (CLC), est marquée par l'importance des territoires agricoles (86,7 % en 2018), une proportion sensiblement équivalente à celle de 1990 (87,4 %). La répartition détaillée en 2018 est la suivante : terres arables (77,9 %), forêts (11,7 %), zones agricoles hétérogènes (5,5 %), prairies (3,3 %), zones urbanisées (1,7 %). L'évolution de l’occupation des sols de la commune et de ses infrastructures peut être observée sur les différentes représentations cartographiques du territoire : la carte de Cassini (XVIIIe siècle), la carte d'état-major (1820-1866) et les cartes ou photos aériennes de l'IGN pour la période actuelle (1950 à aujourd'hui).

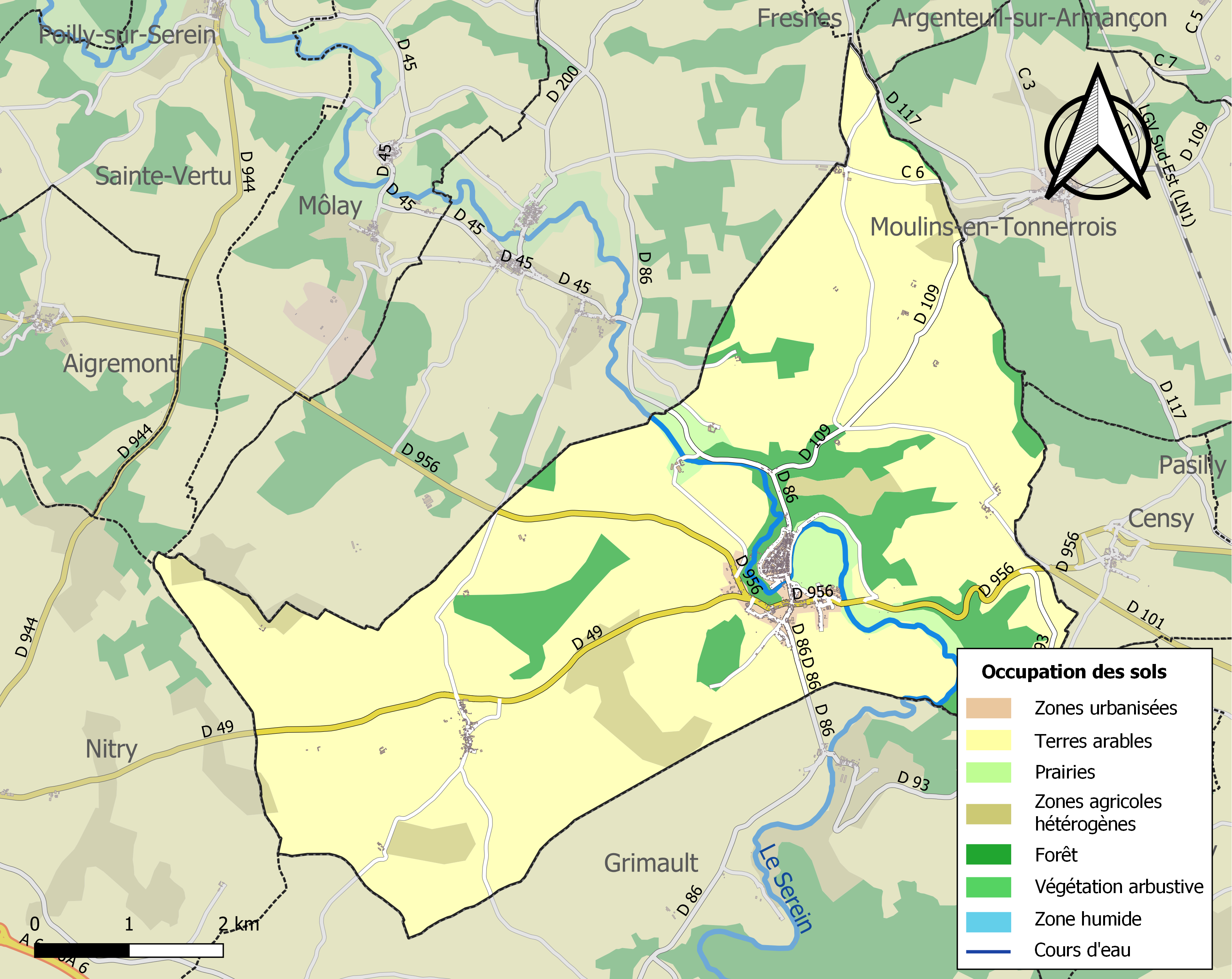
Carte des infrastructures et de l'occupation des sols de la commune en 2018 (CLC).

## Toponymie
Au Moyen Âge, Noyers est Noeriorum.
Si le nom officiel du village est Noyers, il est très souvent appelé Noyers-sur-Serein, pour se démarquer des autres communes homonymes.

## Histoire
Au lieu-dit Milosiotte se trouve un site archéologique du bronze final III,.

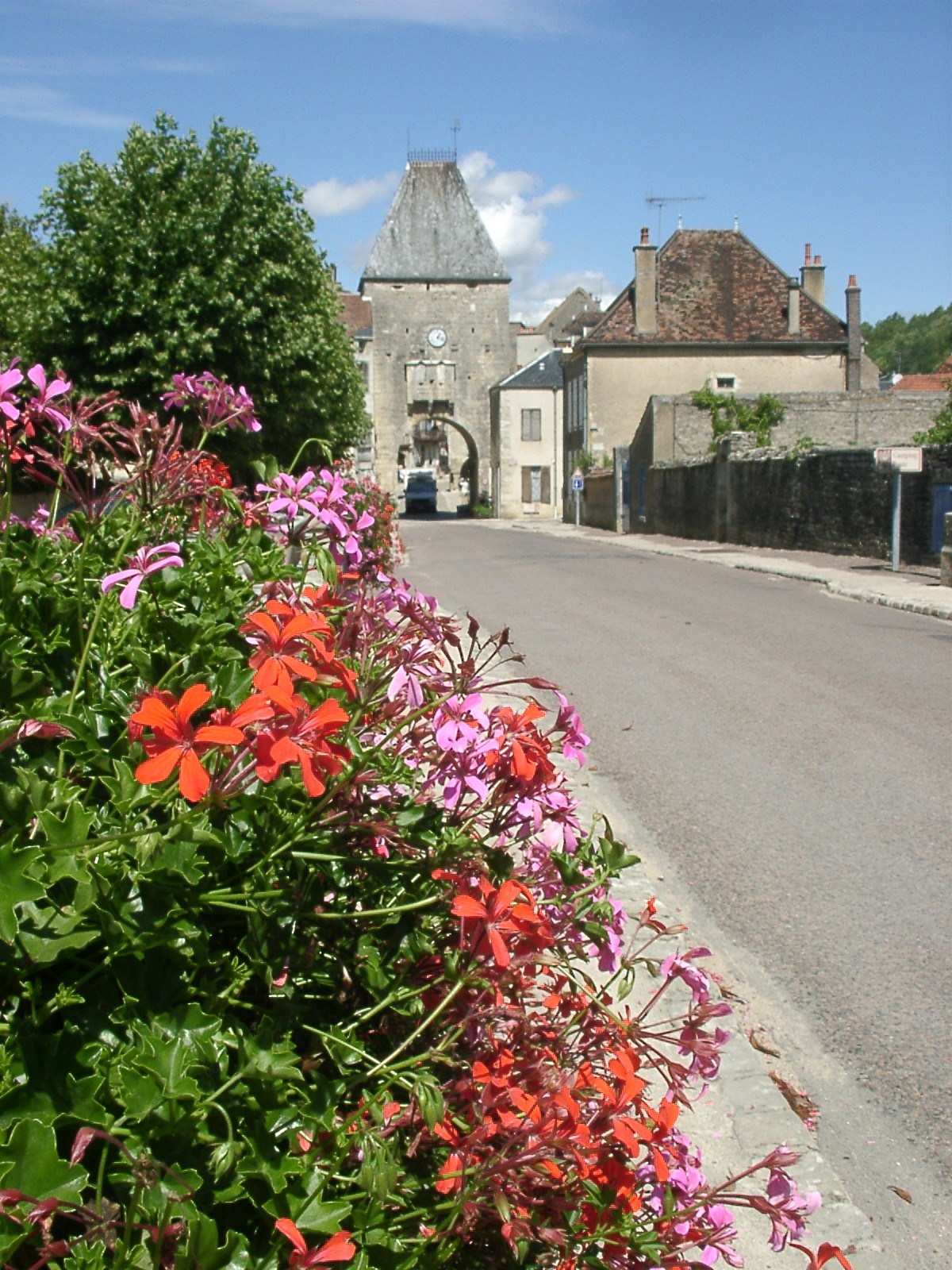
La porte Peinte, l'une des entrées fortifiées de Noyers.

À l'époque gauloise, le village est situé aux confins des territoires des Lingons, Aulerques Brannovices et Éduens. Après la conquête romaine, des photographies aériennes attestent de la présence de Romains sur le site.
Au Moyen Âge, Noyers appartient à une famille puissante. Ainsi, Miles de Noyers participe à la fondation de l'abbaye de Molesmes puis Miles IV participe à la deuxième croisade en 1147. Guy de Noyers, archevêque de Sens, couronne Philippe Auguste en 1180.
En 1190, Clérembaud fait construire une muraille autour du château primitif, avant de partir pour la troisième croisade.

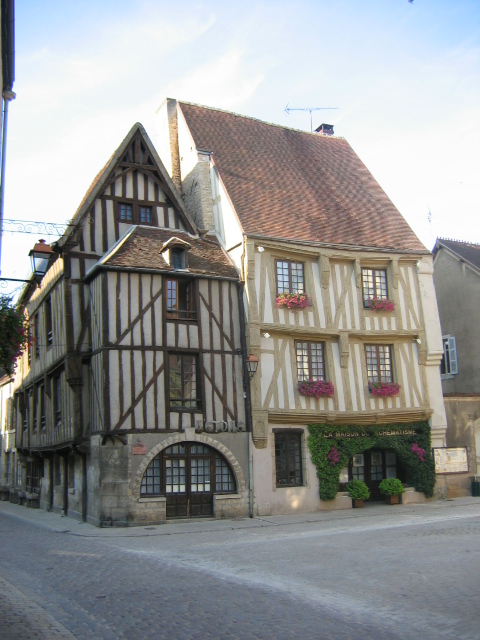
La place de l'Hôtel de ville.

Hugues de Noyers, évêque d'Auxerre et tuteur de Miles VI, fait transformer le château primitif à la fin du XIIe siècle en un véritable château fort à triple enceinte, « un des plus fiers castels de France » selon la chronique. Il fait aussi construire des remparts autour de la ville. Plus de quatre-vingts fiefs dépendent alors du donjon de Noyers.
En 1217, le château de Noyers-sur-Serein résiste aux troupes de Blanche de Navarre venues l'assiéger, pour y déloger Érard de Brienne qui prétendait avoir des droits sur la couronne de Champagne, par son mariage avec Philippa de Champagne (guerre de succession de Champagne).
En 1285 Miles X de Noyers reconnaît la suprématie du duc de Bourgogne sur ses fiefs. Fait maréchal de France en 1303, il s'illustre à Courtrai et à Crécy ; son dernier fils, Jean († en 1362 à Brignais), devient comte de Joigny.
Mais la seigneurie châtelaine est vendue à la duchesse de Bourgogne Marguerite de Bavière en 1419. L'héritière des ducs de Bourgogne, Marguerite d'Autriche, doit la céder en 1508, avec Château-Chinon, à Jeanne de Hochberg, duchesse d'Orléans-Longueville. Sa petite-fille Françoise d'Orléans-Longueville transmet Noyers et Château-Chinon à son mari le prince Louis de Condé, épousé en 1565.
Le prince de Condé, seigneur de Noyers, s'y réfugie en 1568 pendant les guerres de religion mais doit fuir pour échapper aux armées de Catherine de Médicis. La succession de Noyers passe ensuite au fils de Louis de Condé et Françoise d'Orléans, Charles de Bourbon, comte de Soissons, puis au fils de ce dernier, Louis de Soissons (1604-† en 1641 à la Marfée ; mais sans Château-Chinon, allé à un petit-fils maternel de Charles de Soissons, Emmanuel-Philibert de Savoie-Carignan). Louis-Henri de Bourbon-Soissons (1740-1703 ; fils naturel de Louis de Soissons), hérite de Noyers, d'où la succession en 1710 à la maison de Luynes (car Charles-Philippe d'Albert, duc de Luynes épouse Louise-Léontine de Bourbon-Soissons (1696-1721), fille de Louis-Henri).
À partir de 1592 Duprat, baron de Vitteaux, s'installe au château pour piller les environs. Après son départ, Henri IV décide en 1599 de démolir le château.
C'est Louis XVI, en déplaçant la route nationale pour faire une faveur à son intendant, qui précipite le déclin de la ville médiévale.
De 1887 à 1951, Noyers accueille une station du chemin de fer départemental nommé « Le Tacot ».

## Politique et administration

### Liste des maires

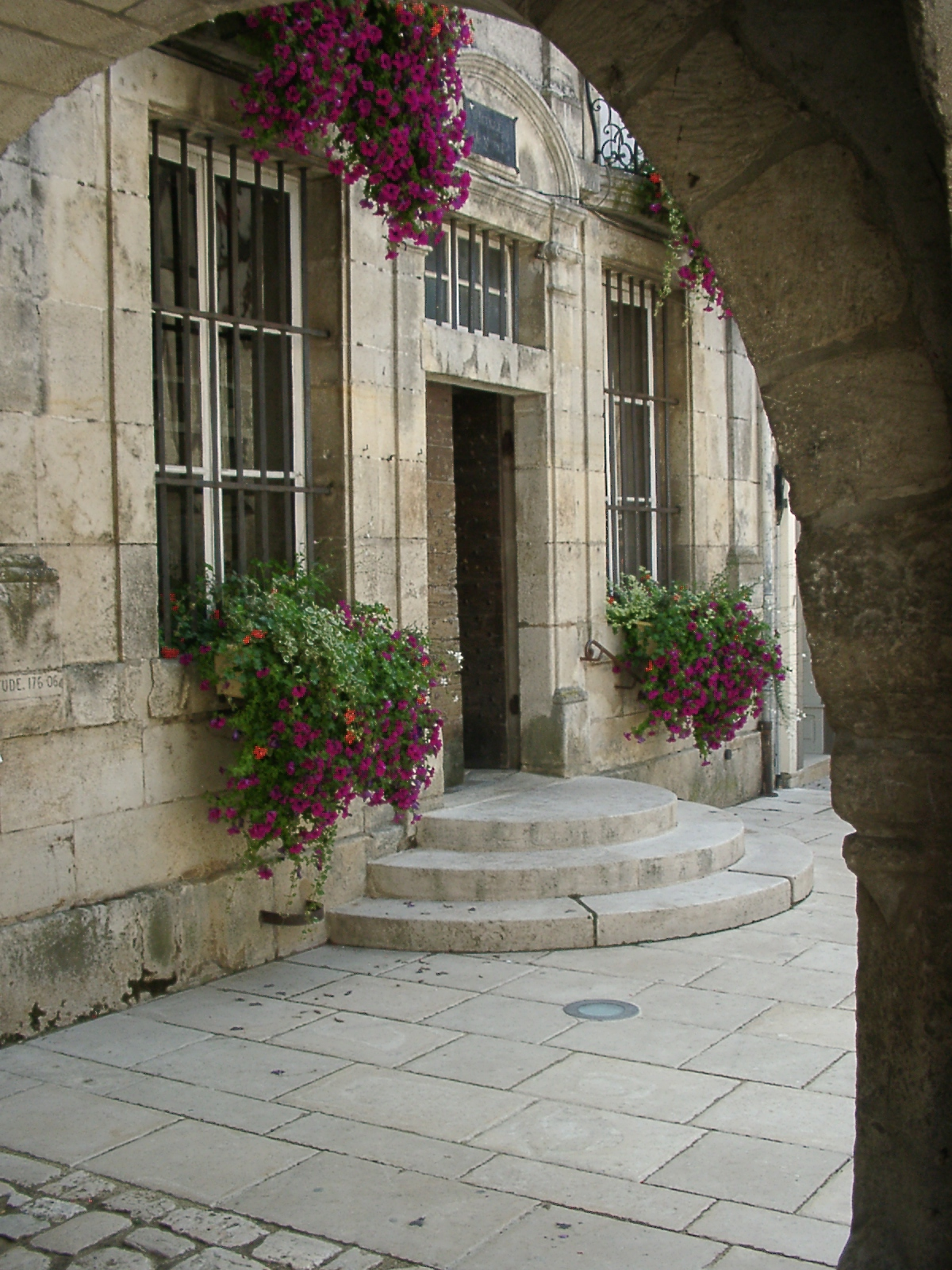
L'Hôtel de ville.

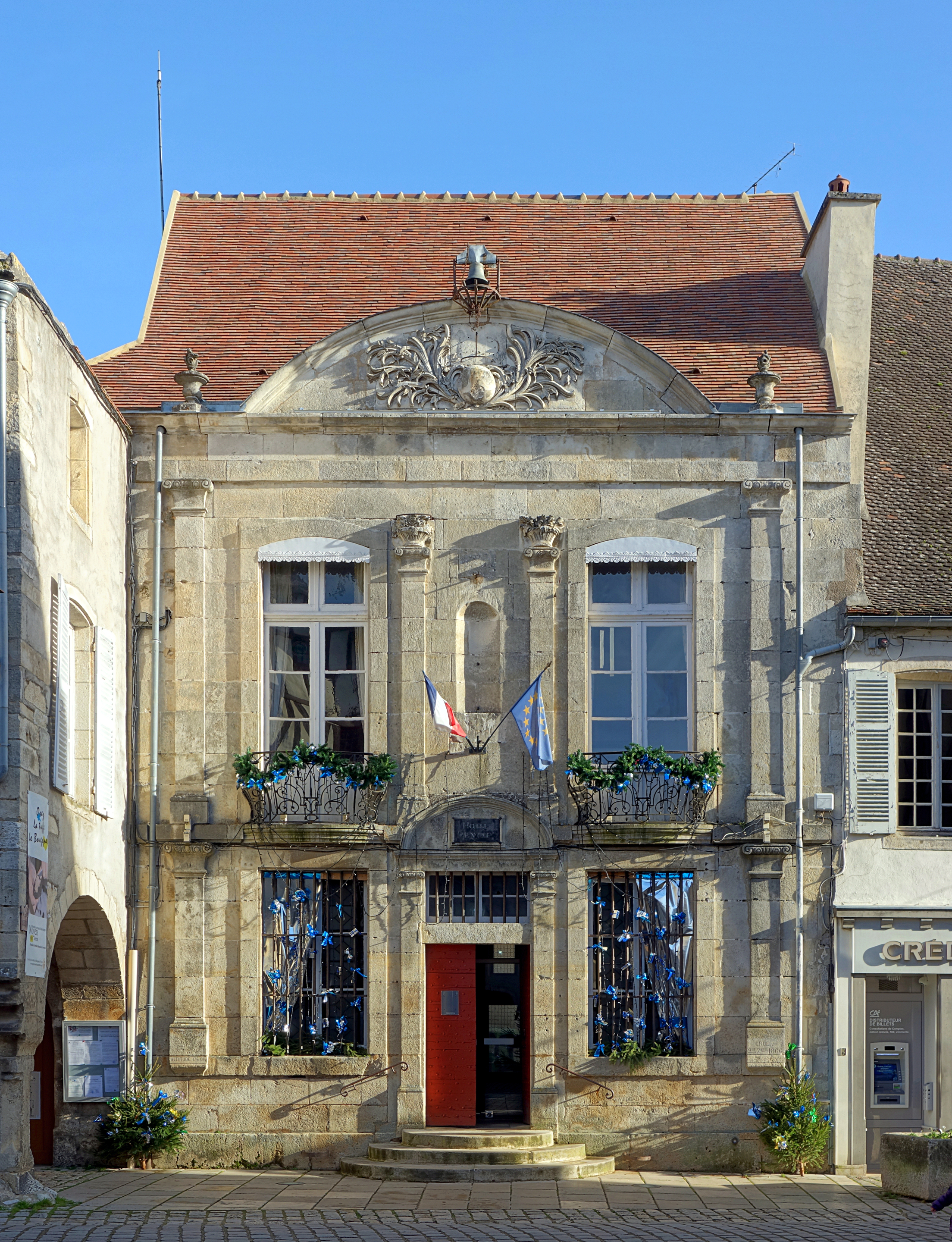
Hôtel de ville.

| Période   | Période   | Identité           | Étiquette   | Qualité                                                                      |
| --------- | --------- | ------------------ | ----------- | ---------------------------------------------------------------------------- |
| 1944      | mai 1953  | Henri Bonnetat     |             |                                                                              |
| mai 1953  | mars 1965 | Fernand Rousselot  |             |                                                                              |
| mars 1965 | mars 1971 | André Linard       |             |                                                                              |
| mars 1971 | 1981      | Albert Ducourthial |             |                                                                              |
| 1981      | 1981      | Camille Direz      |             |                                                                              |
| 1981      | mars 1983 | Annie Laine        |             |                                                                              |
| mars 1983 | mars 1989 | Michel Pellerin    | DVG         | Conseiller général (2001-2015)                                               |
| mars 1989 | mars 2008 | Francis Chouville  |             |                                                                              |
| mars 2008 | 2010      | Marc Domingo       |             |                                                                              |
| 2011      | En cours  | Nathalie Labosse   | DVG ex-LREM | Directrice d'EHPAD Conseillère régionale chargée de l'itinérance touristique |

### Jumelages
Noyers est jumelé avec la commune de  Noceto (Italie).

## Démographie

### Évolution démographique

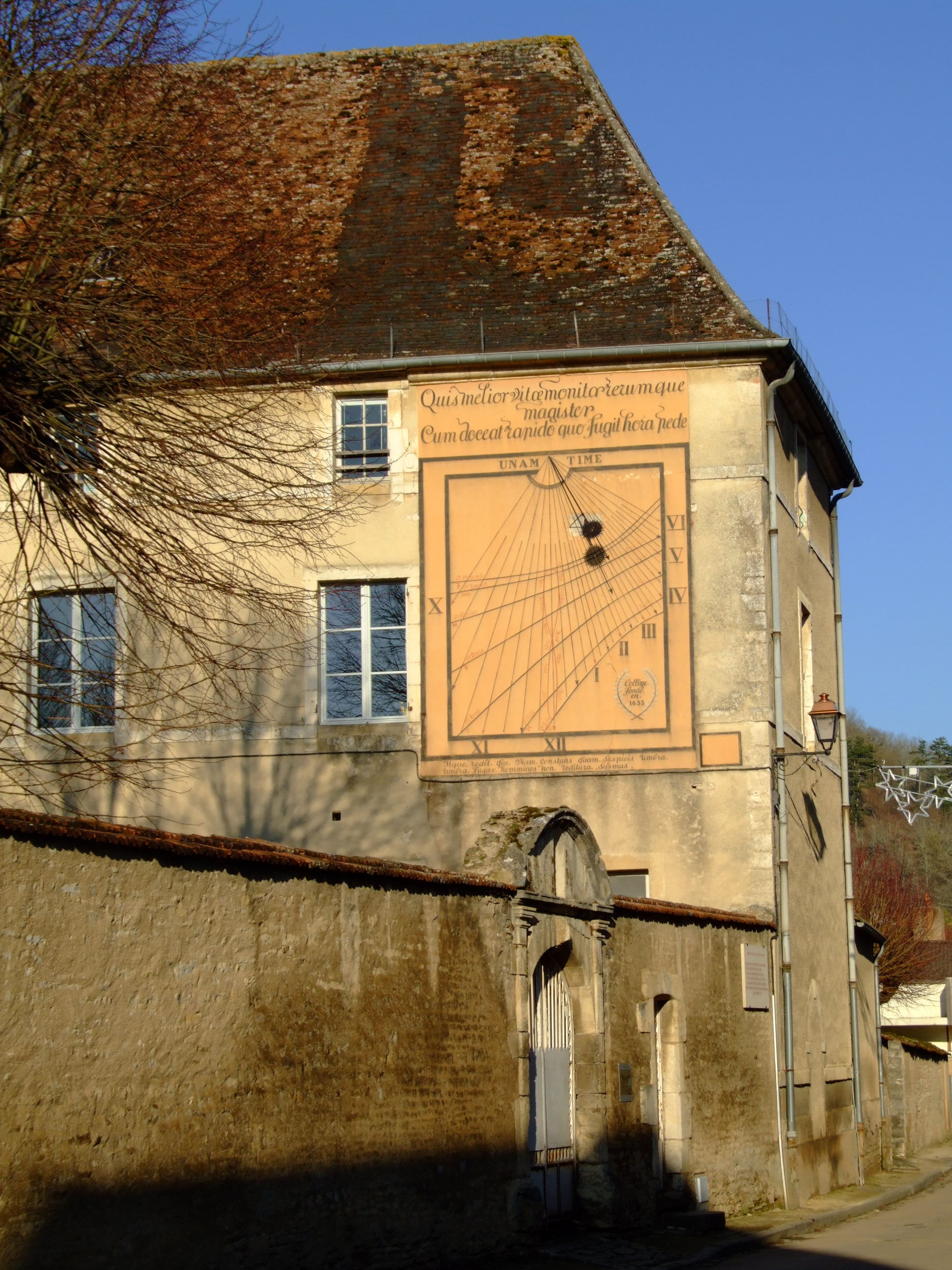
L'ancien collège et son cadran solaire.

L'évolution du nombre d'habitants est connue à travers les recensements de la population effectués dans la commune depuis 1793. Pour les communes de moins de 10 000 habitants, une enquête de recensement portant sur toute la population est réalisée tous les cinq ans, les populations de référence des années intermédiaires étant quant à elles estimées par interpolation ou extrapolation. Pour la commune, le premier recensement exhaustif entrant dans le cadre du nouveau dispositif a été réalisé en 2005.

En 2022, la commune comptait 590 habitants, en évolution de +0,17 % par rapport à 2016 (Yonne : −1,95 %, France hors Mayotte : +2,11 %).
| 1793  | 1800  | 1806  | 1821  | 1831  | 1836  | 1841  | 1846  | 1851  |
| ----- | ----- | ----- | ----- | ----- | ----- | ----- | ----- | ----- |
| 1 824 | 1 933 | 1 951 | 1 877 | 1 875 | 1 740 | 1 764 | 1 768 | 1 759 |

| 1856  | 1861  | 1866  | 1872  | 1876  | 1881  | 1886  | 1891  | 1896  |
| ----- | ----- | ----- | ----- | ----- | ----- | ----- | ----- | ----- |
| 1 645 | 1 607 | 1 638 | 1 493 | 1 527 | 1 505 | 1 533 | 1 434 | 1 348 |

| 1901  | 1906  | 1911  | 1921  | 1926  | 1931  | 1936 | 1946 | 1954 |
| ----- | ----- | ----- | ----- | ----- | ----- | ---- | ---- | ---- |
| 1 294 | 1 304 | 1 355 | 1 044 | 1 022 | 1 002 | 869  | 901  | 876  |

| 1962 | 1968 | 1975 | 1982 | 1990 | 1999 | 2005 | 2006 | 2010 |
| ---- | ---- | ---- | ---- | ---- | ---- | ---- | ---- | ---- |
| 889  | 881  | 840  | 837  | 757  | 789  | 741  | 733  | 676  |

| 2015 | 2020 | 2022 | - | - | - | - | - | - |
| ---- | ---- | ---- | - | - | - | - | - | - |
| 606  | 593  | 590  | - | - | - | - | - | - |

### Enseignement
- Collège Miles de Noyers
- Écoles maternelle et primaire

### Manifestations culturelles et festivités
- Gargouillosium - Festival de taille de Gargouilles : 3e week-end de juillet. https://lepatrimoineoublie.fr/le-gargouillosium
- Rencontres Musicales de Noyers : juillet et août.
- Festival des Grands Crus de Bourgogne : juillet et août.
- Festival Vallée et veillée : premier week-end d'août.
- Brocantes du Vieux Château : printemps et été : voir les dates sur le site du Patrimoine Oublié: https://lepatrimoineoublie.fr/
- Brocante régionale : troisième dimanche de juillet.
- Saison musicale du prieuré de Vausse : juillet et août.
- Le marché aux truffes : (dates à vérifier)

### Sports
Noyers possède un stade de football et un grand gymnase ainsi que diverses associations sportives.

## Économie
Historiquement tournée vers l'agriculture, l'économie de ce village médiéval s'oriente actuellement vers le tourisme en s'appuyant sur les nombreux bâtiments classés ou inscrits aux monuments historiques, sur son musée ainsi que sur l'artisanat.

## Culture locale et patrimoine

### Lieux et monuments

#### La cité

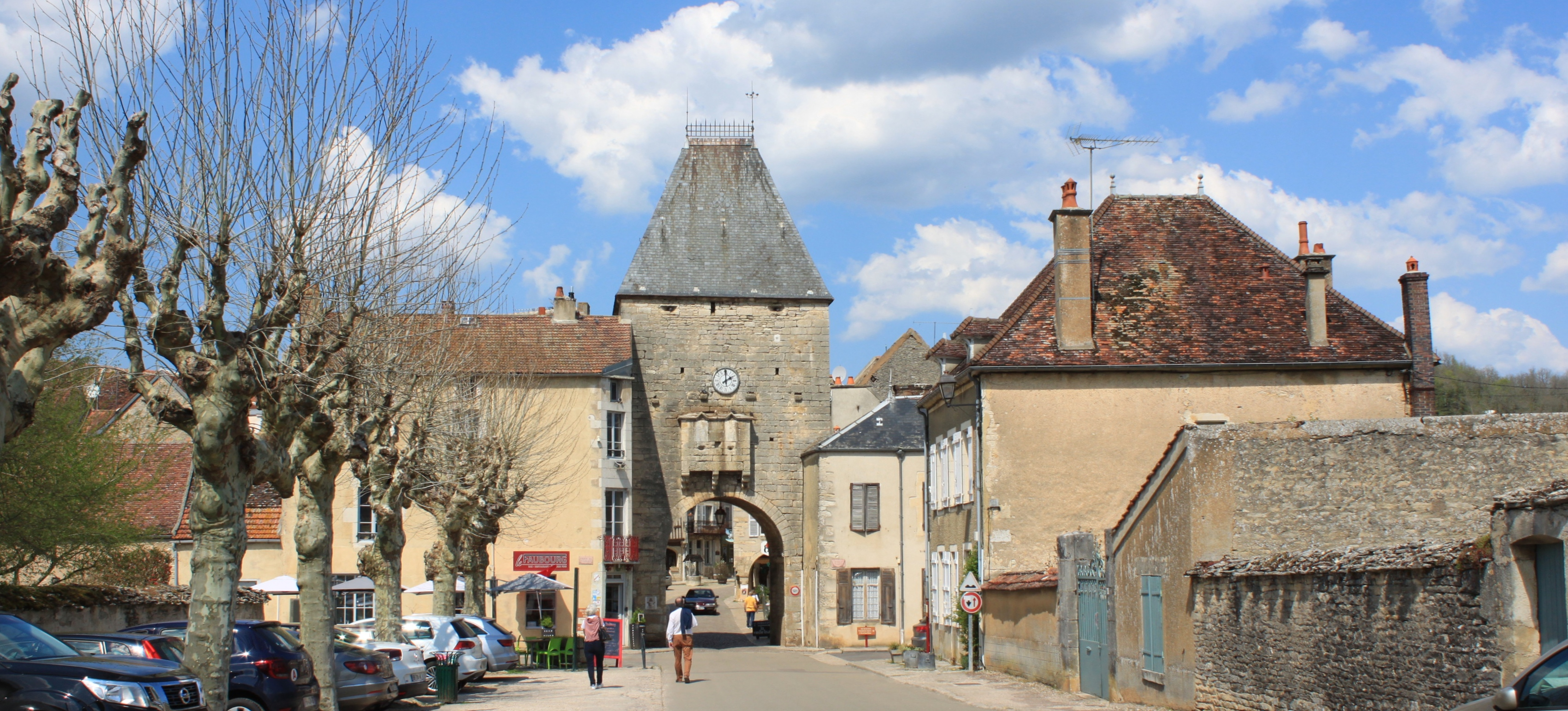
La porte Peinte qui marque l’entrée sud du village.

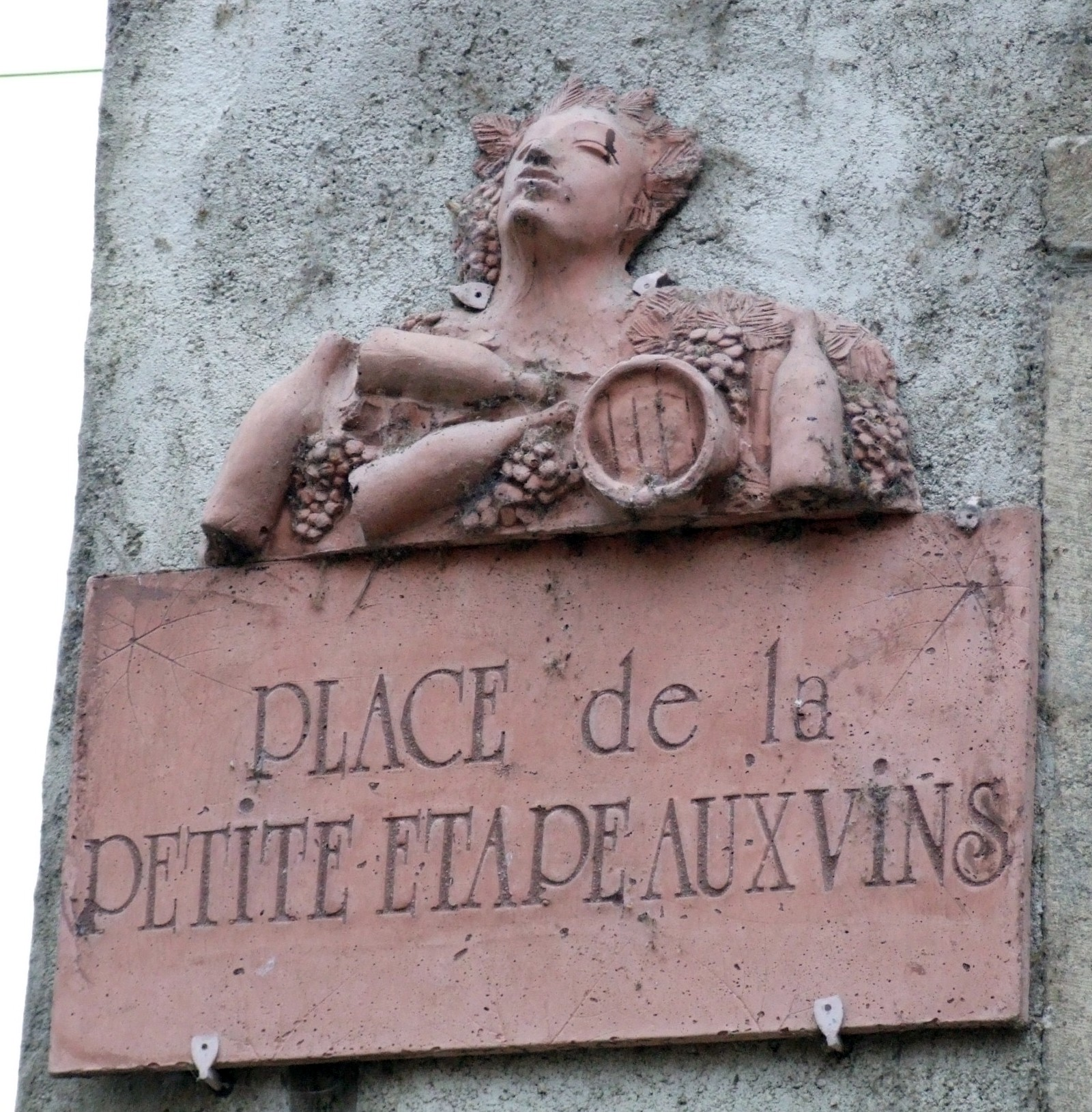
Place de la Petite-Étape-aux-Vins.

Noyers est une cité médiévale préservée, classée parmi les plus beaux villages de France et septième Village préféré des Français en 2014 (une émission présentée par Stéphane Bern sur France 2 le 1er juillet 2014). Elle compte 78 bâtiments classés ou inscrits Monuments historiques qui, pour l'essentiel, datent du XVe siècle, et ont été peu remaniés depuis. Parmi les places les plus pittoresques du village, on peut citer les places aux noms évocateurs suivants : Place du Marché-au-Blé, Place de la Petite-Étape-aux-Vins, Place du Grenier-à-Sel.
Le patrimoine de Noyers n'est pas fondé sur des monuments exceptionnels mais sur l'unité des divers édifices, pour l'essentiel construits entre le XVe et le XIXe siècle, soit dans l'enceinte fortifiée du Bourg sis dans le méandre du Serein, soit de part et d'autre de la chaussée conduisant au faubourg. Cette chaussée enjambait une zone marécageuse. Le village a gardé ses proportions de cité médiévale dominée par les masses de l'église et du collège du XVIIe siècle, grâce au cours capricieux du Serein dont les zones inondables ont limité l'urbanisation. À distance des voies de communication, Noyers a échappé aux destructions de l'industrialisation, des guerres, et aux zones commerciales qui défigurent les zones urbaines. En outre le Serein a creusé sa vallée dans les plateaux calcaires dont les pentes escarpées, peu propices aux cultures, conservent une végétation naturelle sylvestre. Tous ces atouts expliquent ce charme indéfinissable qui caractérise cette cité bourguignonne et justifie son classement dans les plus beaux villages de France. Cette situation n'est pas pérenne, et la vigilance s'impose vis-à-vis des constructions pouvant déstabiliser cette harmonie; d'où la nécessité de limiter et orienter les restaurations malheureuses, et d'encourager les propriétaires qui ne peuvent faire face à des restaurations lourdes, ou qui n'en jugent pas l'opportunité. L'architecte des bâtiments de France, la Fondation du patrimoine, et l'association Les Amis du Vieux Noyers, dépistent les édifices en péril (qu'il s'agisse de réhabilitation importante : toitures de Tours, ou d'interventions plus humbles : murs de clôtures en pierres sèches).
Cette aide, conseils techniques architecturaux, constitutions de dossiers administratifs, aide financière est réalisée bénévolement par cette association par ailleurs en quête de subventions publiques ou privées.

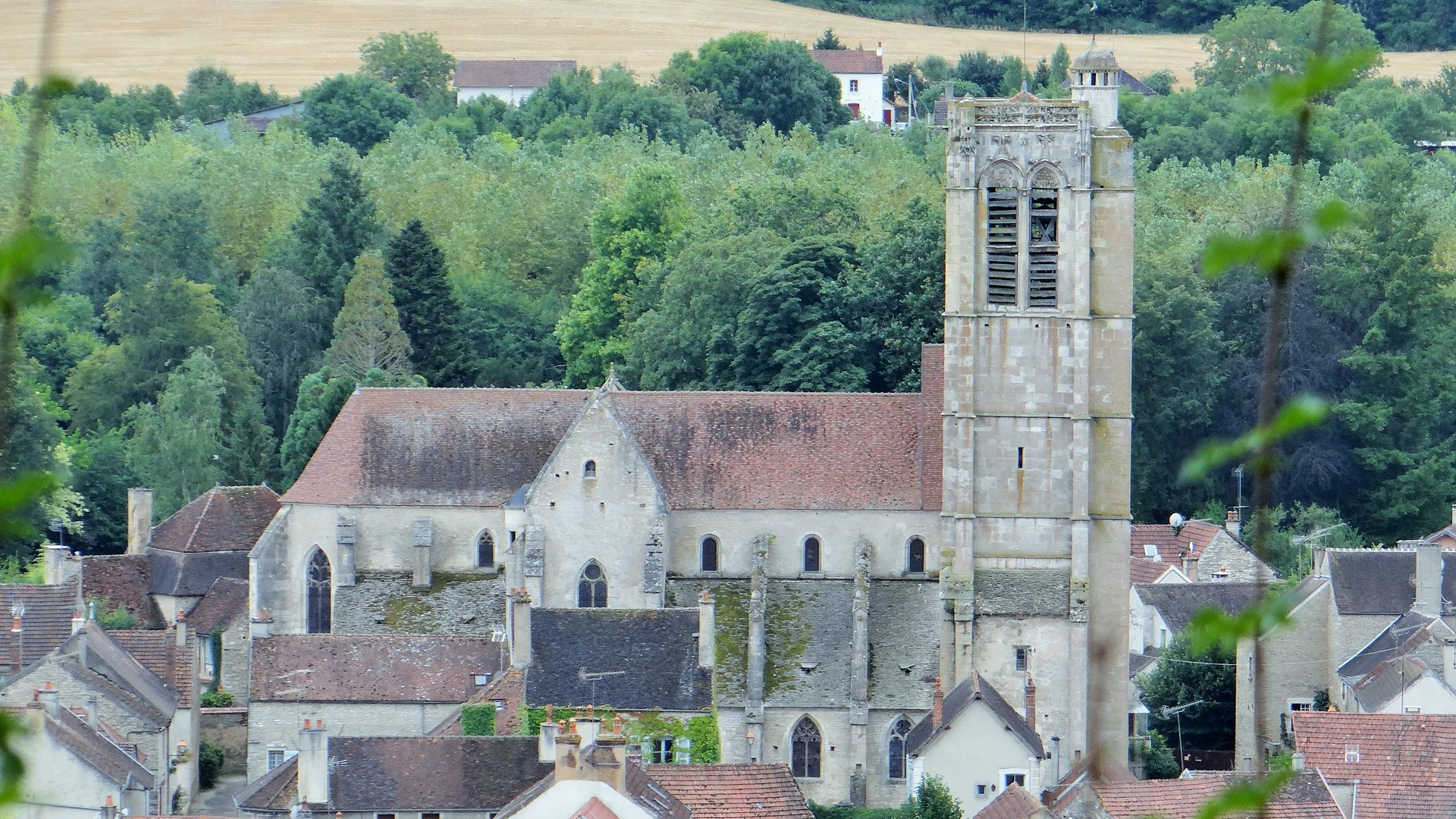
L'église paroissiale Notre-Dame.

#### Art sacré
L'église paroissiale Notre-Dame (XVe – XVIIe siècle) est de style gothique flamboyant. Dans la chapelle de la nef sud se trouve une statue de Notre Dame de Bonne Nouvelle. Sur la façade Nord est sculpté un gisant du XVe siècle. La tour de clocher carrée est à gauche en façade. Les orgues sont datées de 1740.
- Chapelle Saint-Fiacre, XVIe siècle ;
- Chapelle Notre-Dame du Faubourg, XVIIIe siècle
- Calvaire sur l'esplanade dite le Saut-Parabin datant de 1802.

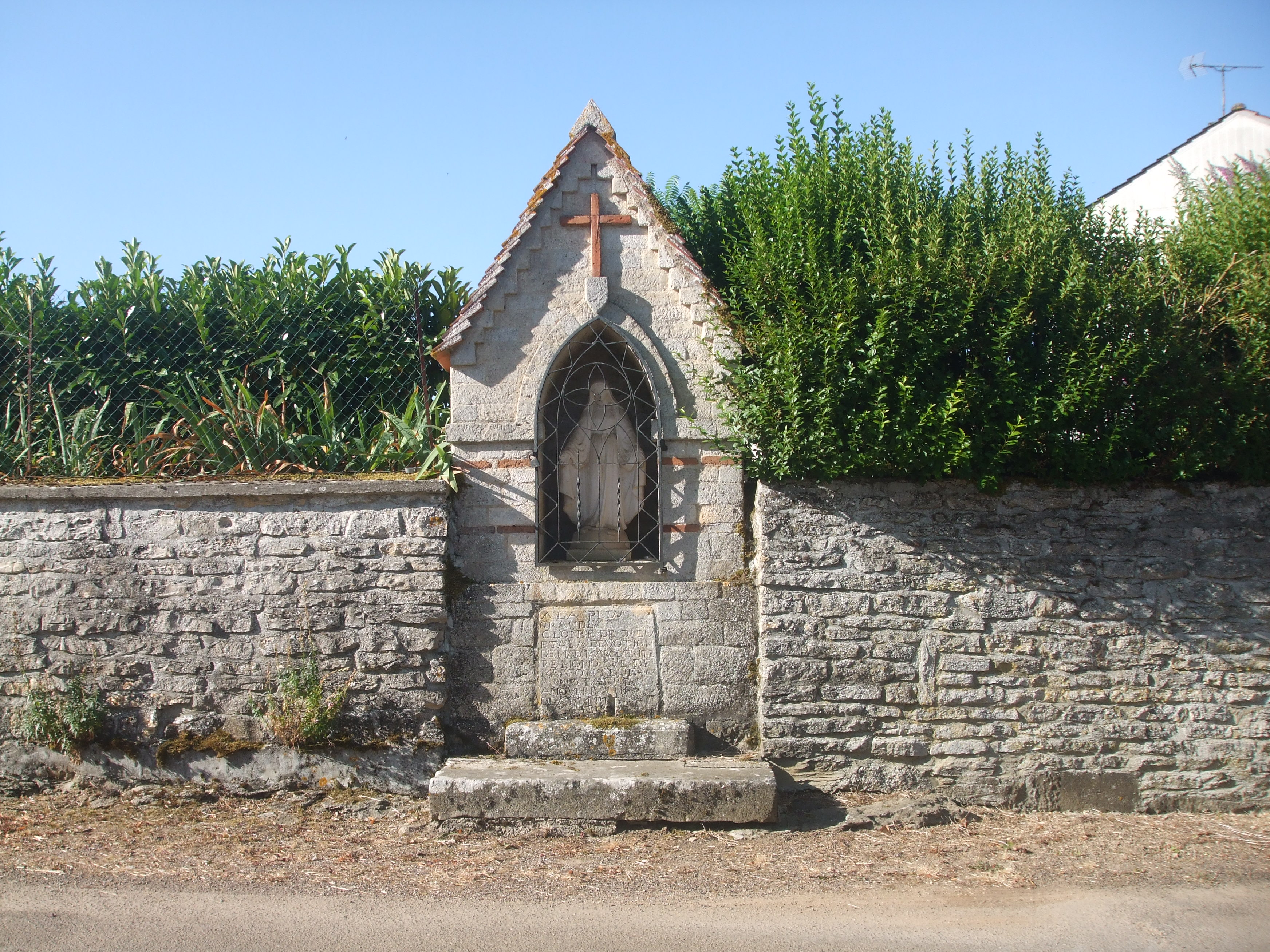
Oratoire.
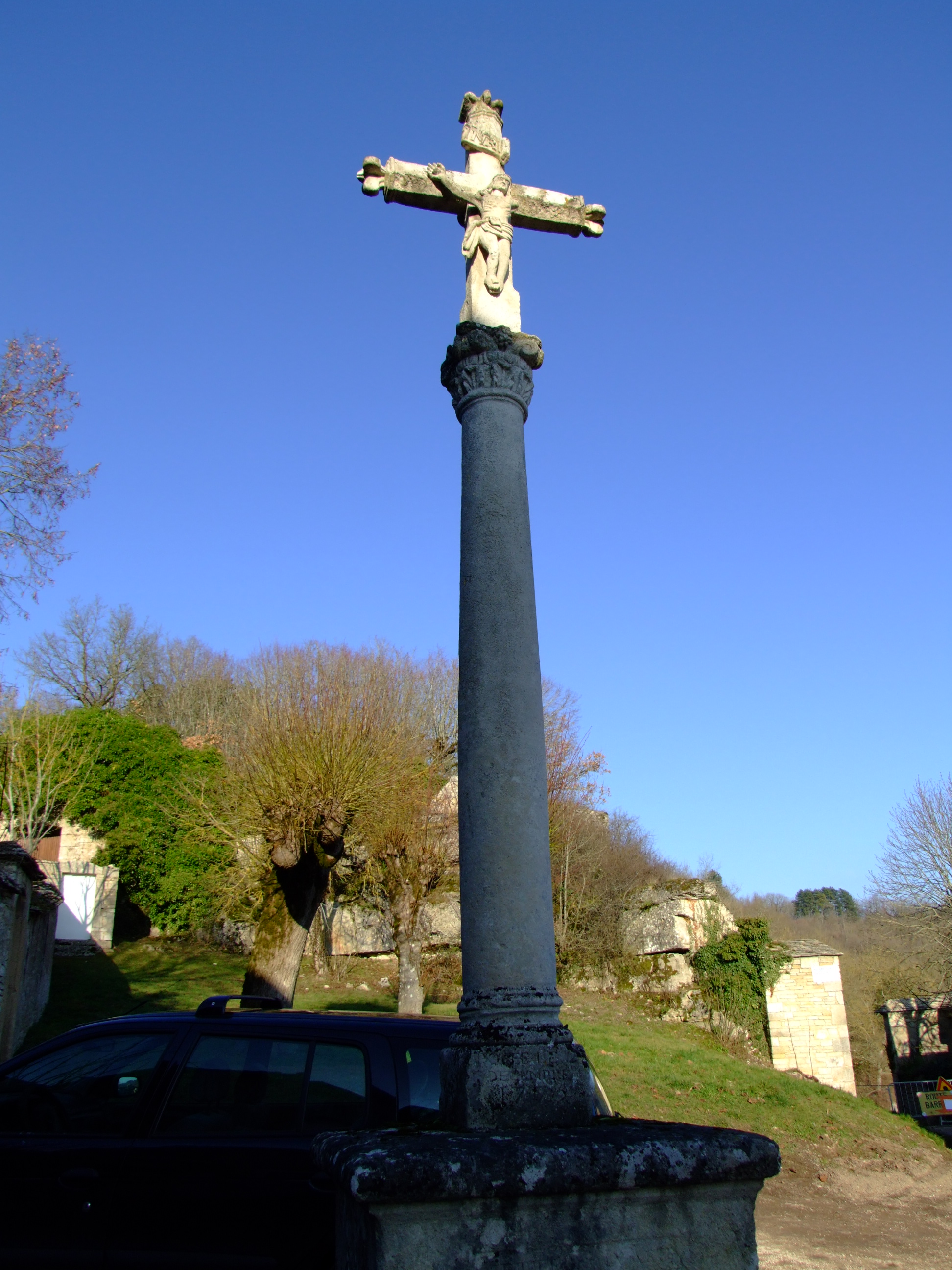
Le Calvaire.
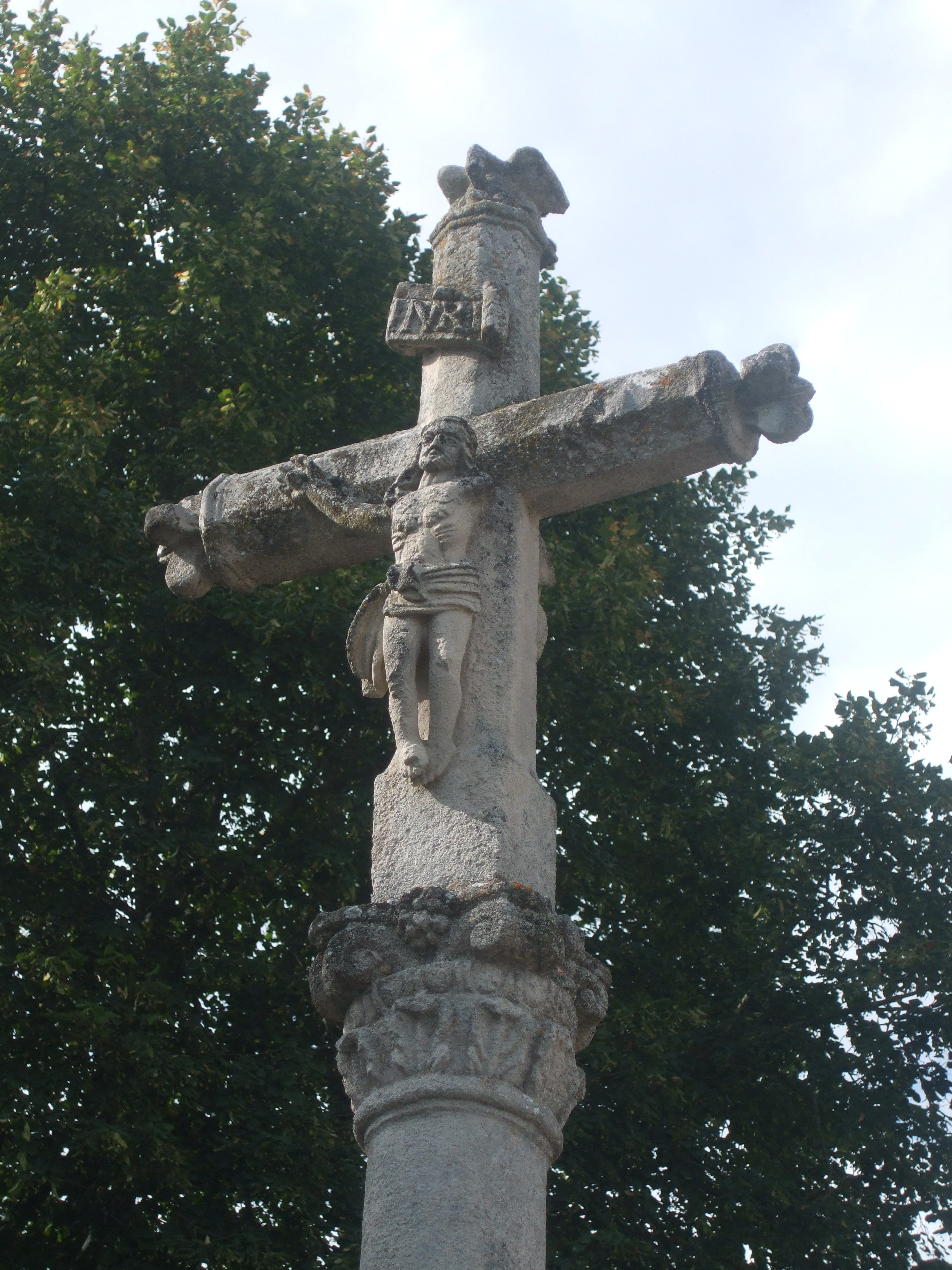
La croix du Calvaire.
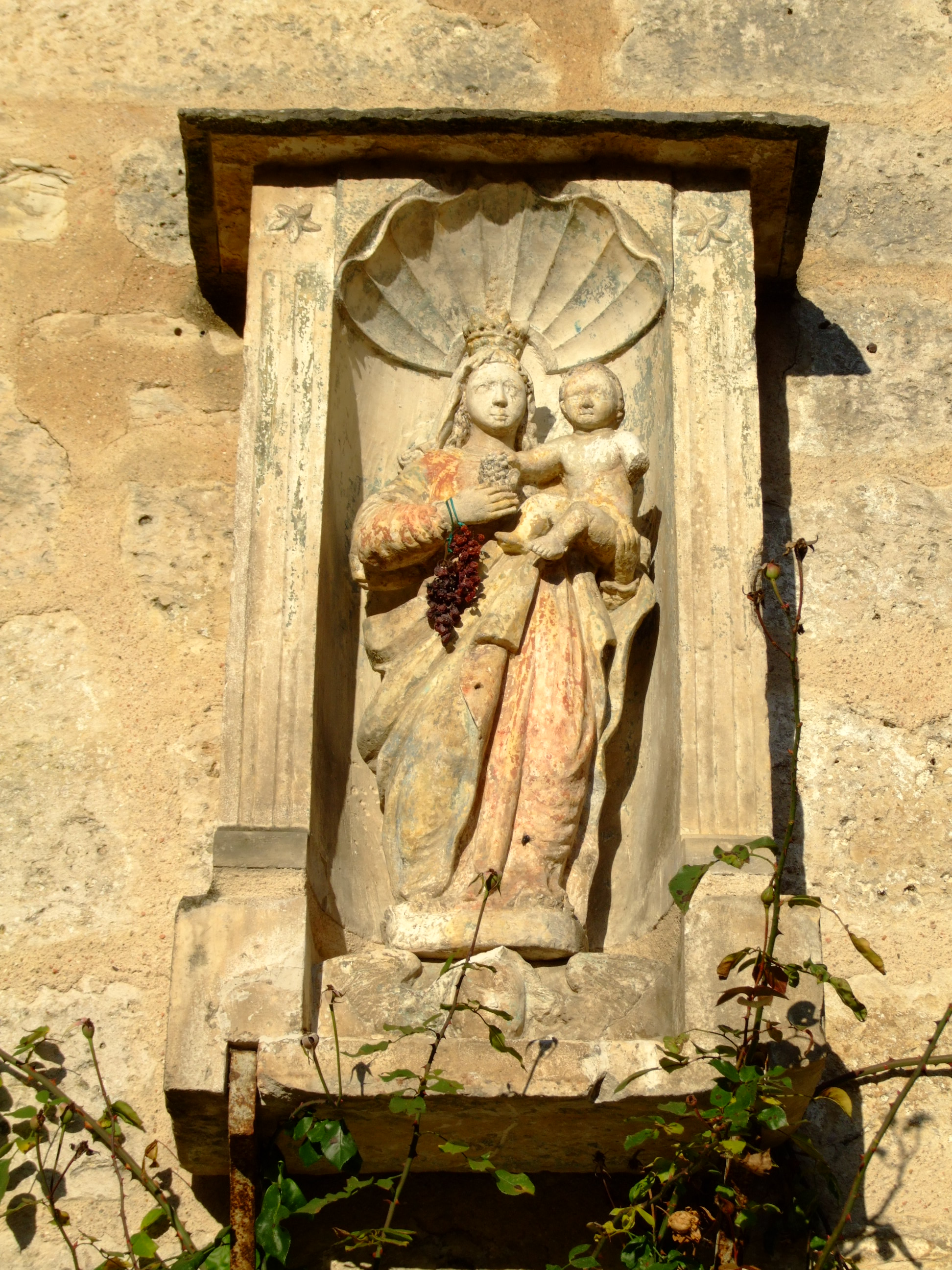
Vierge à l'Enfant, sur la porte de Tonnerre.

#### Architecture militaire
Les ruines du château fort du XIe siècle se trouvent sur l'éperon dominant le village.
Des anciennes fortifications de la ville moyenâgeuse, subsistent plusieurs portes fortifiées d'accès au villagee et les remparts avec dix-neuf tours subsistantes (sur les 23 tours initiales). La porte Peinte (ou porte d'Avallon) est une porte de forme carrée. La porte de Tonnerre (ou de Sainte-Vérote) est un bâtiment tout aussi massif avec un toit de lave. Dans la niche de cette porte, se trouve une statue polychrome bourguignonne de la Vierge datant du XVIe siècle. Cette statue est ornée tous les 15 août d'une grappe de raisins, vert ou vérot, rituel destiné à protéger les vignes des orages estivaux, d'où son nom sainte Vérote. En sortant du village par la tour de Tonnerre, on trouve la tour du guetteur, et le poste de garde de l’octroi.

Château et remparts de Noyers
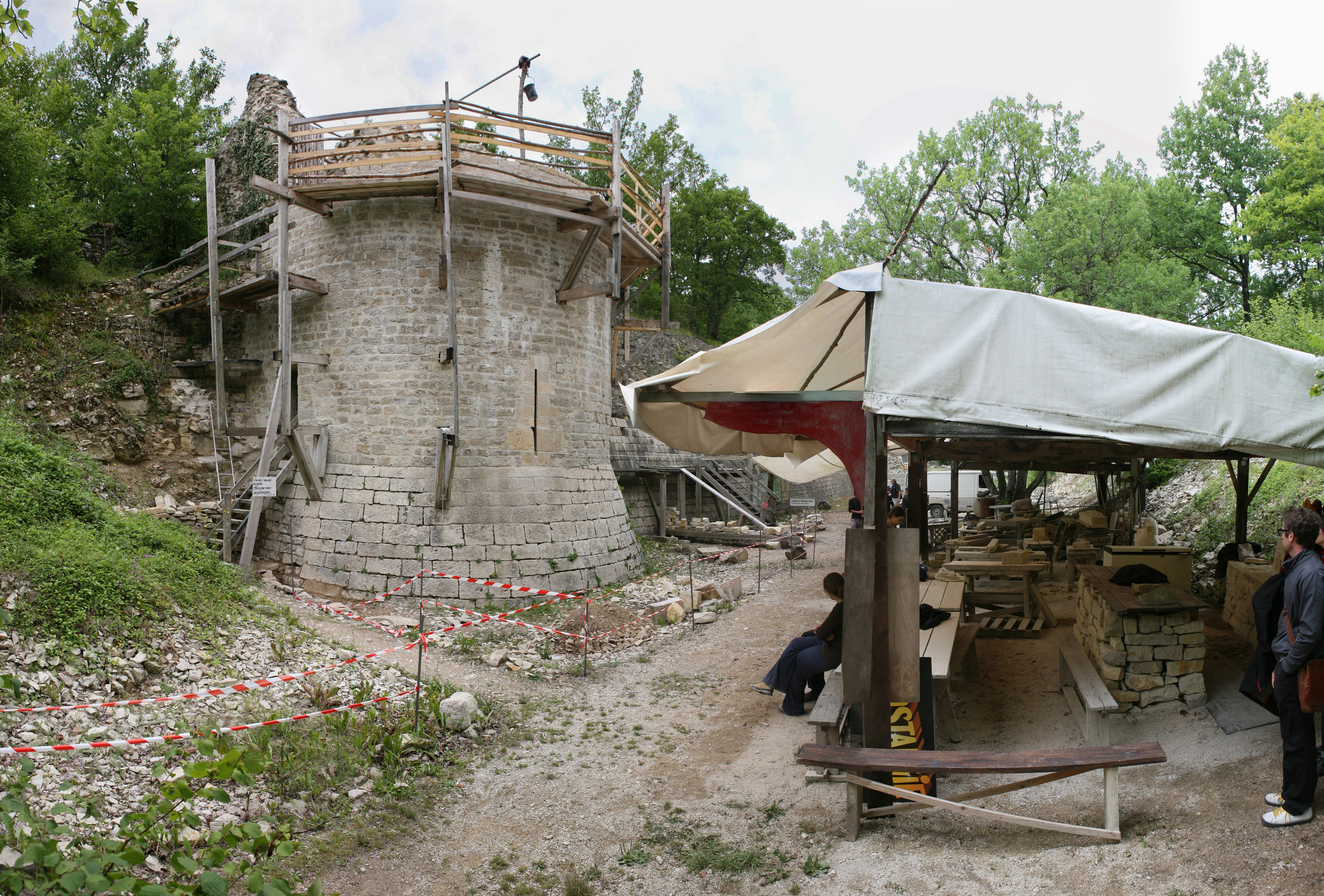
Les ruines du château de Noyers-sur-Serein, en cours de restauration en 2011.
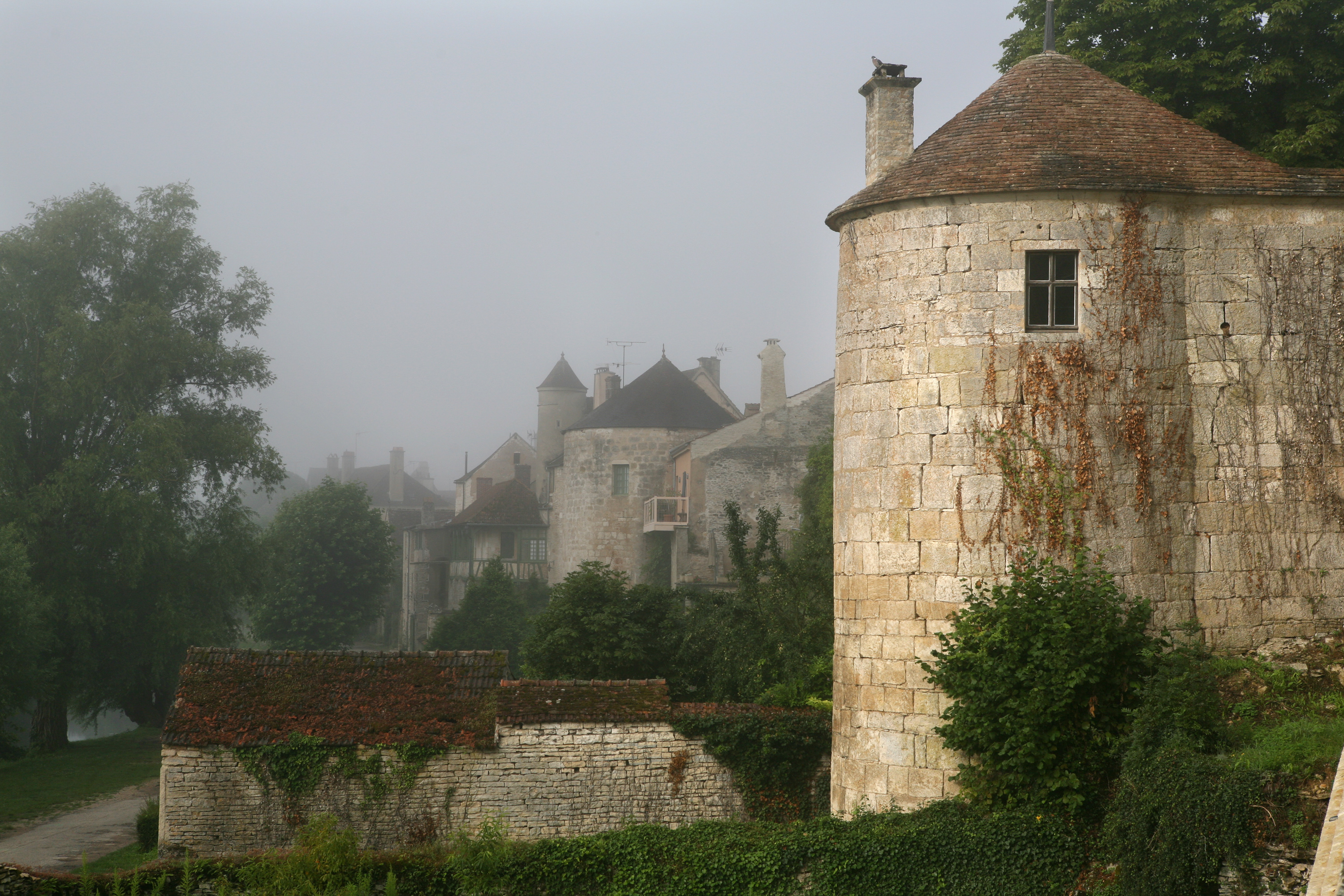
Une fortification de Noyers.

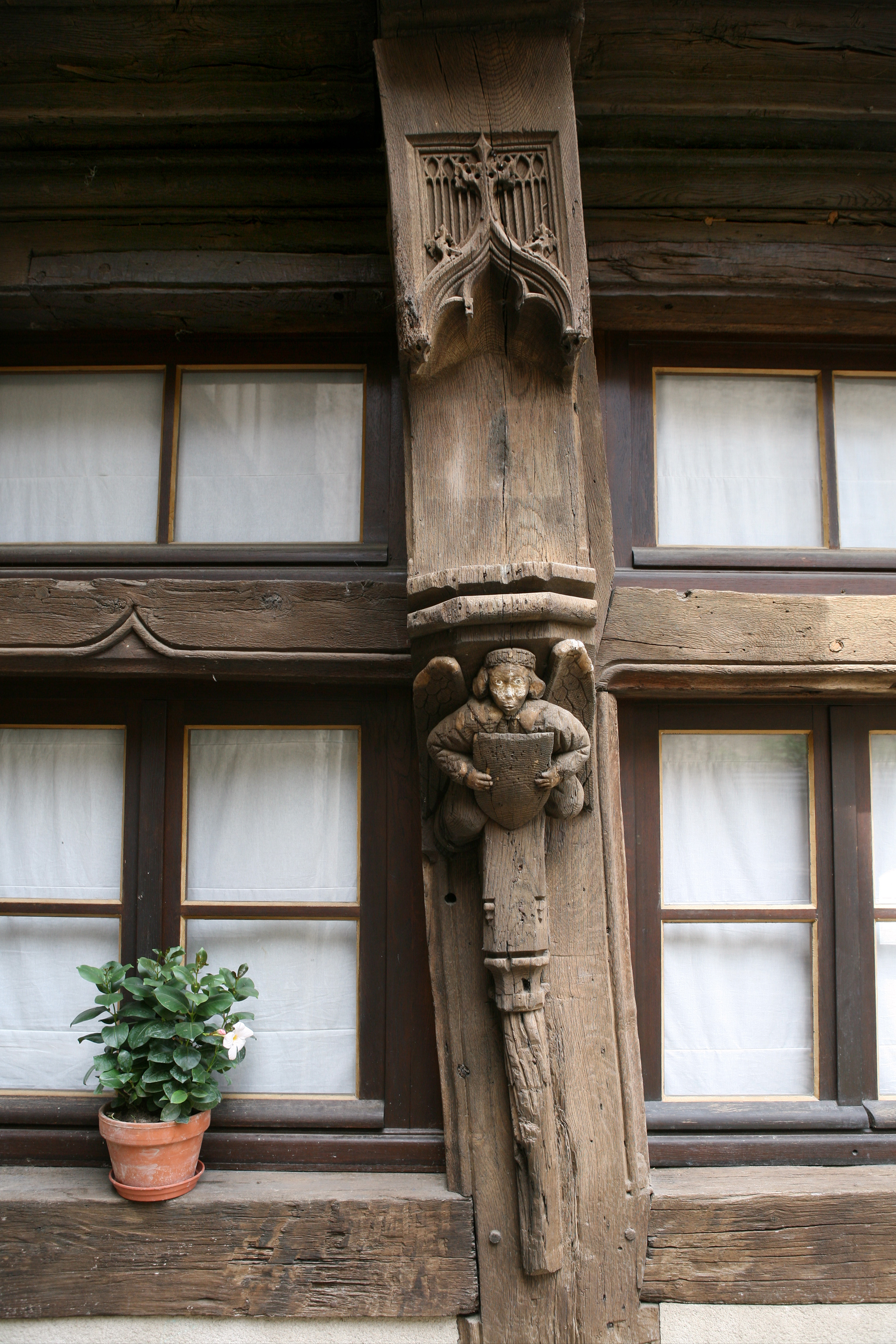
Détail des sculptures de la maison du compagnonnage.

#### Architecture civile
De nombreuses maisons à pans de bois datant des XVe et XVIe siècles sont conservées au vieux village. On peut notamment citer la maison du compagnonnage aux pinacles gothiques et aux chapiteaux sculptés datant du XVe siècle, représentant les bourgeois de la milice, saint Crépin patron des cordonniers ou saint Crépinien patron des savetiers. La maison du receveur percepteur de la gabelle est également remarquable, tout comme la maison jaune, située place de l'hôtel de ville, restaurée en 1996 et devenue la « Maison du Schématisme » (galerie d'exposition).

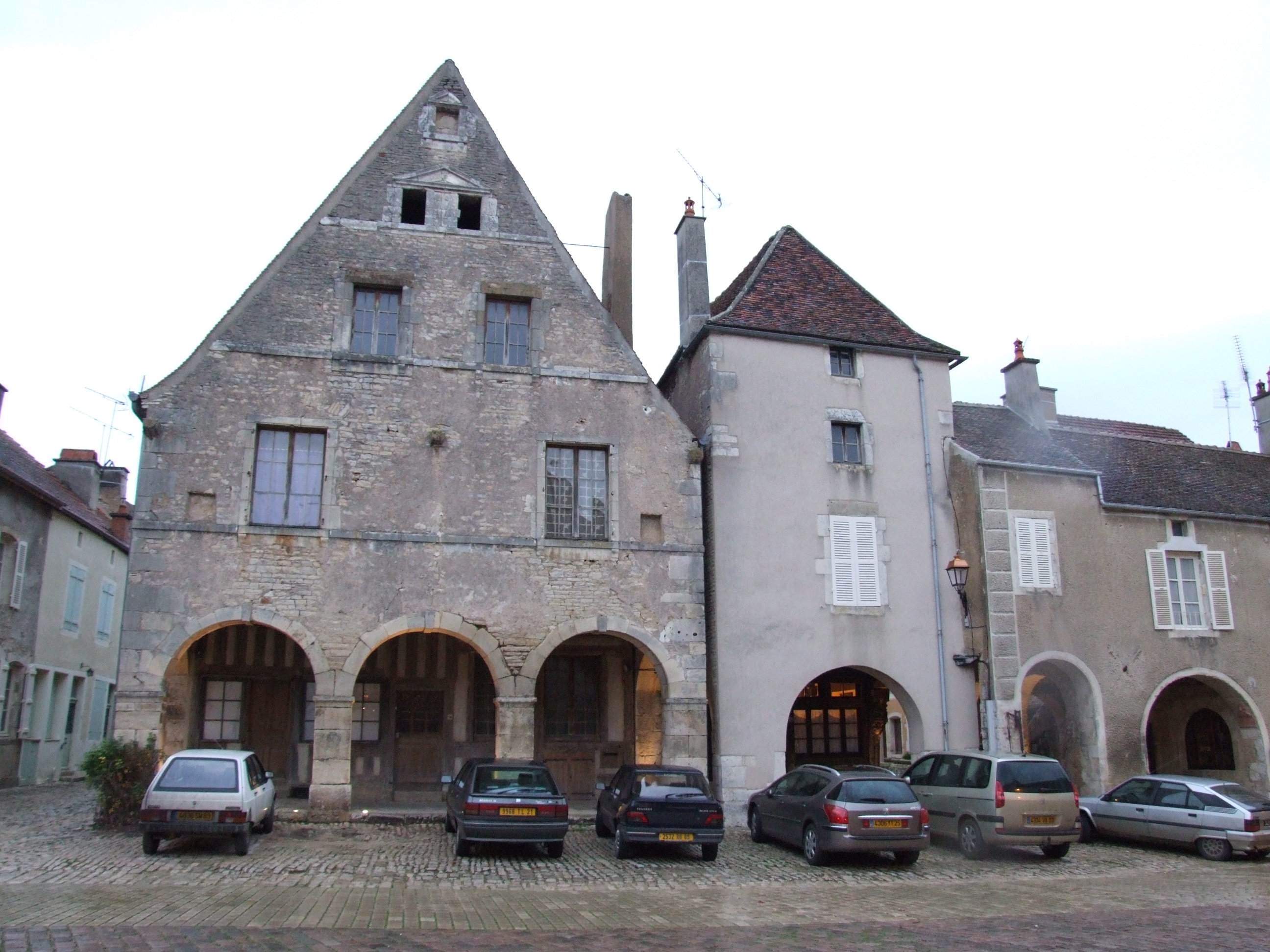
Place du marché au blé.
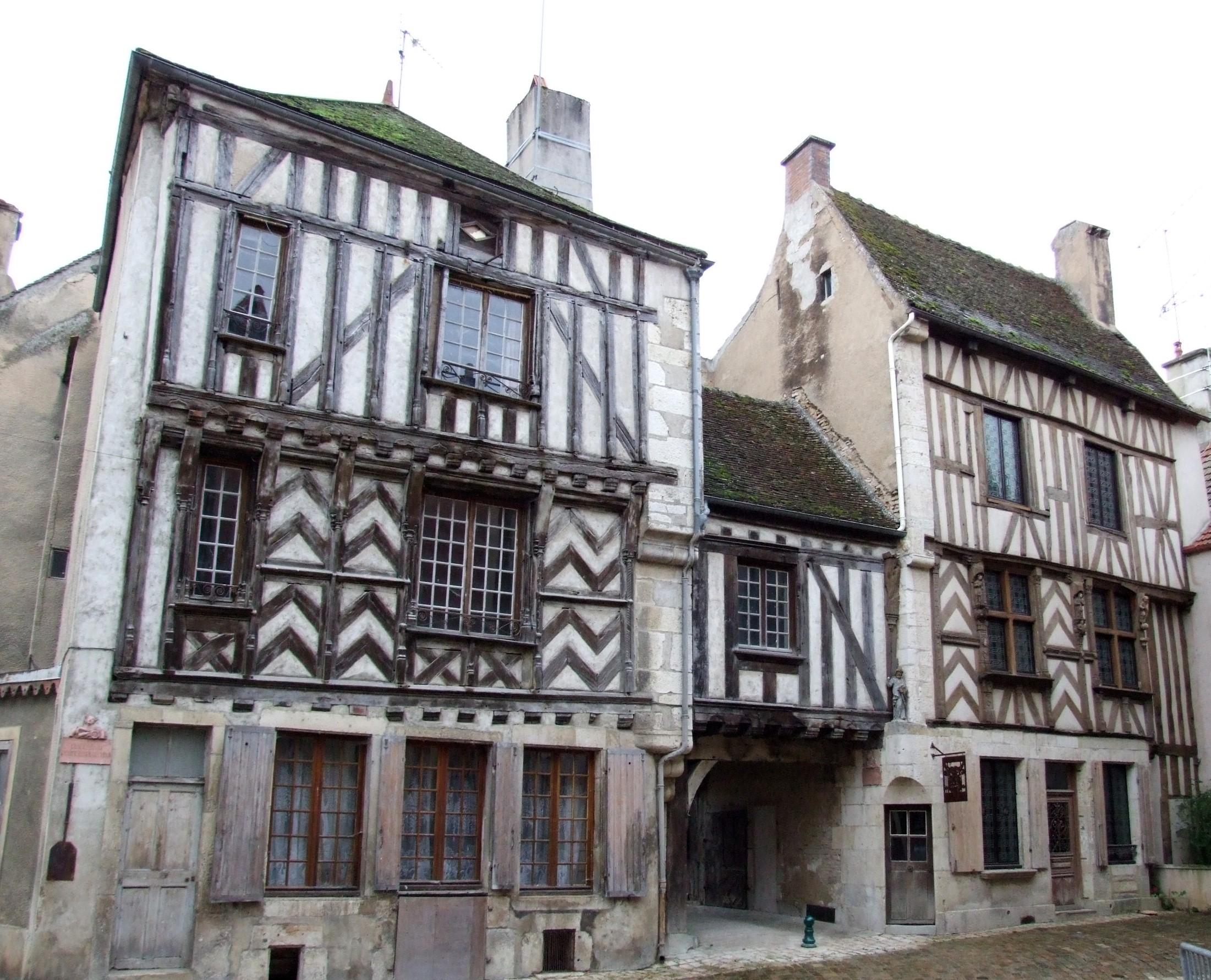
Place de la Petite-Étape-aux-Vins.
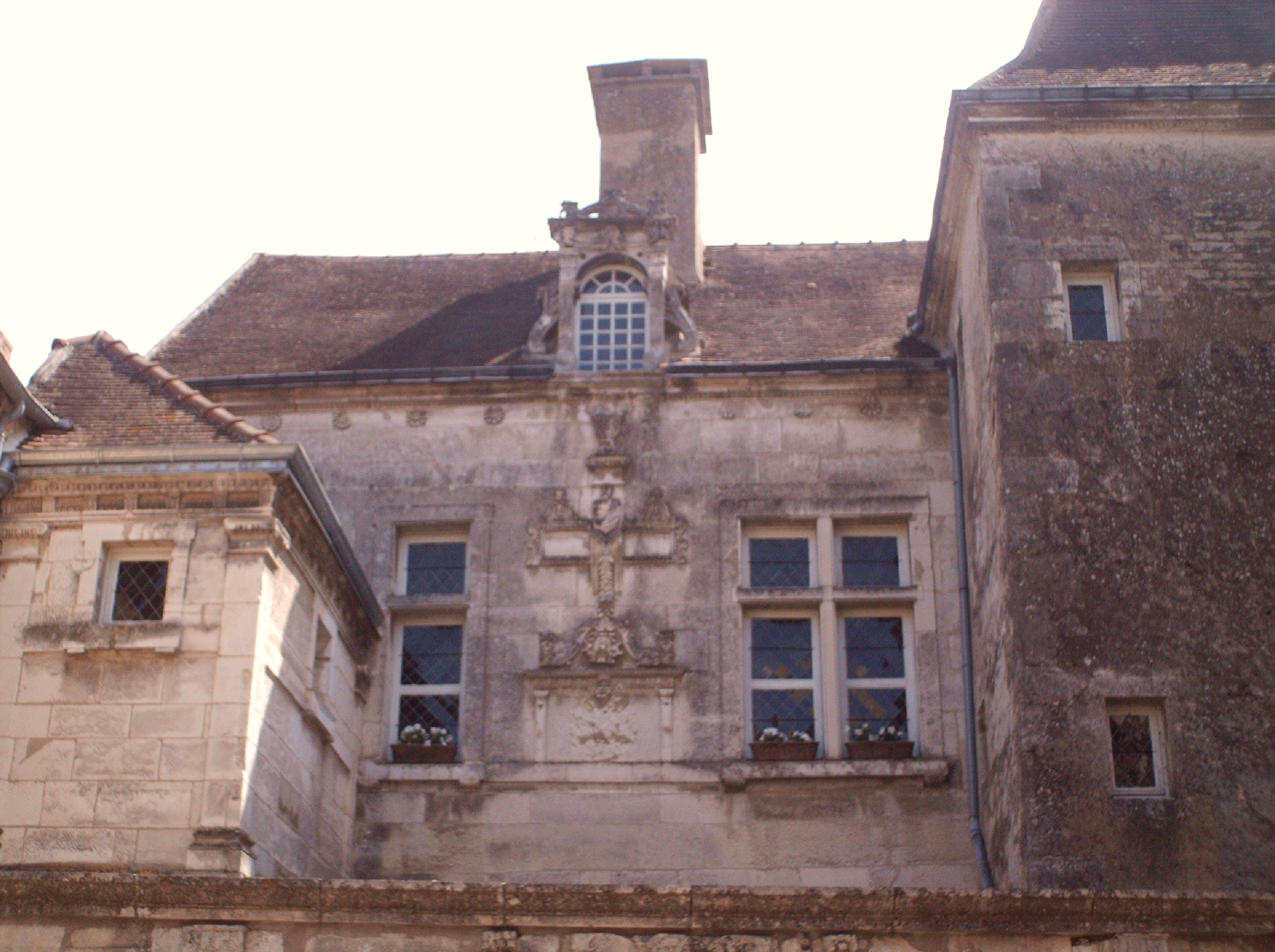
Maison de la Toison d'Or, façade ouest.

L'hôtel de ville, dont les fondations remontent au XIIe siècle, est reconstruit au XVe siècle dans un style plus Renaissance et est à nouveau modifié au XVIIIe siècle après un incendie.
La demeure du bailli seigneurial, de style renaissance dite Kamato, en grec, par la souffrance, possède plusieurs typiques meneaux de pierre.
Le lavoir à arcade sur le Serein date du XIXe siècle.

Le lavoir de Noyers
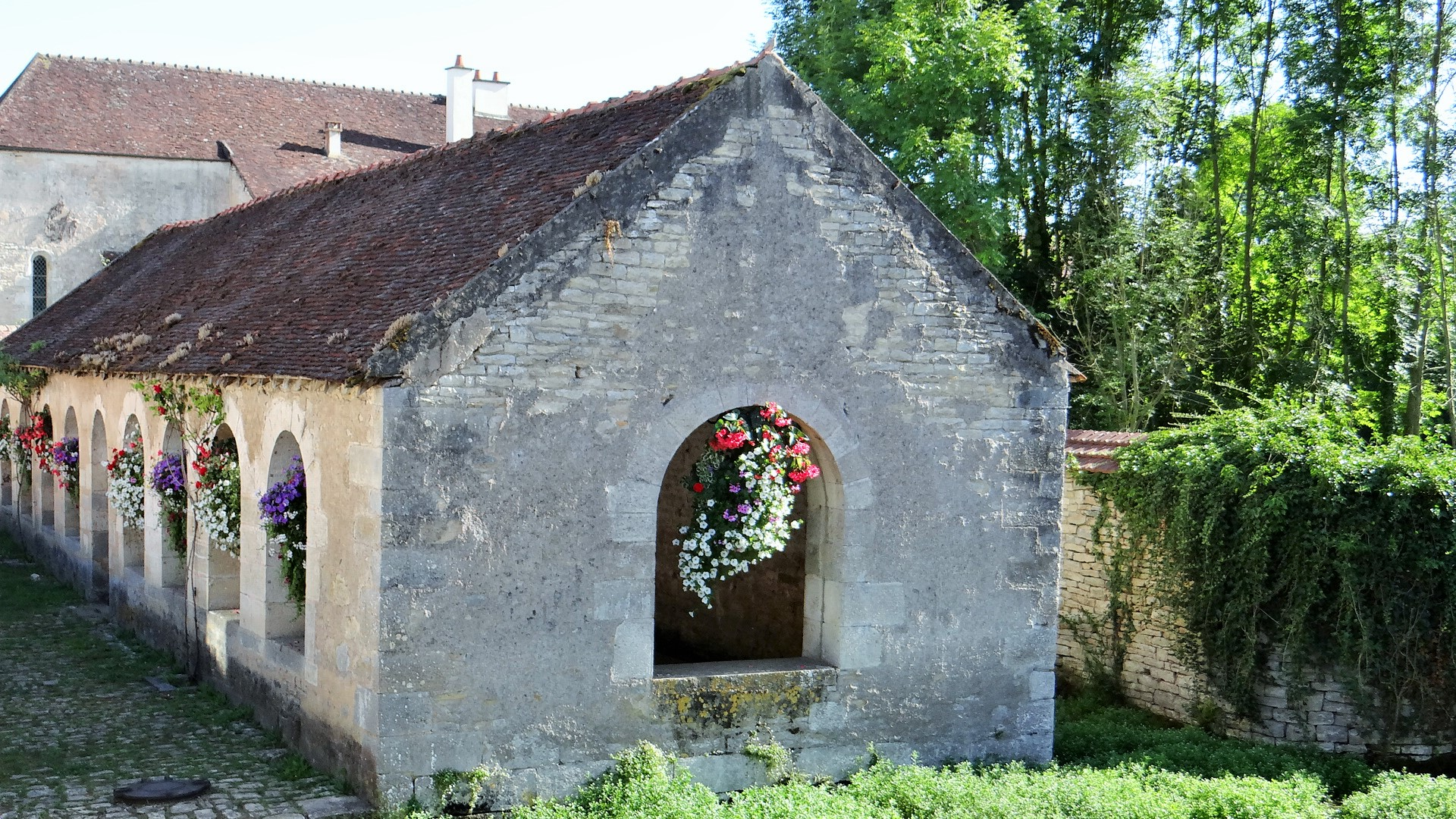
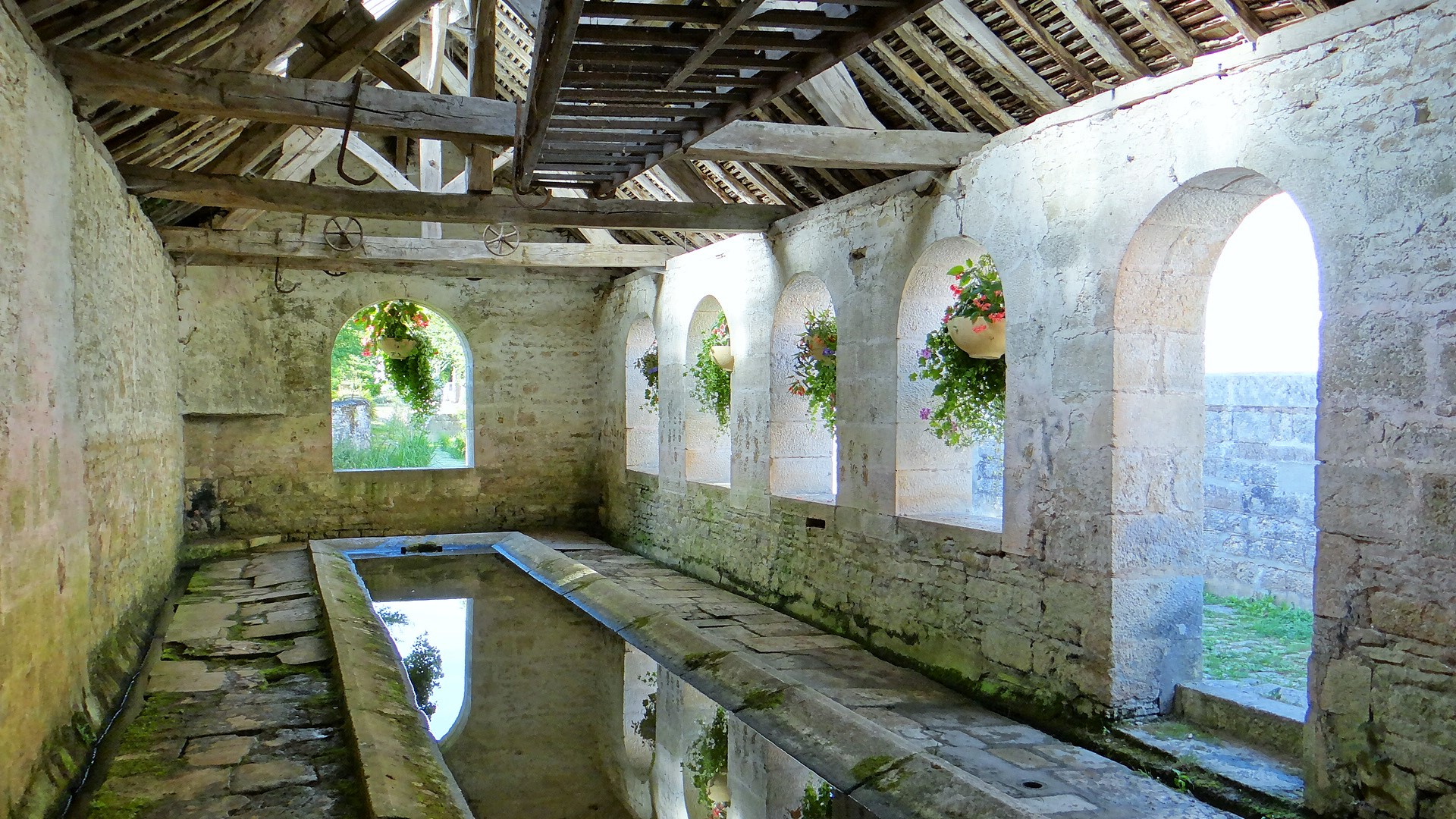

Un cadran solaire (1715) de haute précision se trouve sur la façade de l'ancien collège (fondé en 1633 par les pères de la doctrine chrétienne et qui abrite aujourd'hui les écoles primaires et maternelles ainsi que le musée de Noyers). On peut lire sur ce cadran la devise latine suivante : 

« Quis melior vitae monitor rerumque Magister Cum doceat rapido quo fugit hora pede itque redit que viam constans quam suspicis umbra Umbra fugax hommines non reditura susmus »
(traduction : Quel meilleur guide de notre vie qui nous enseigne mieux les choses d'ici bas que l'heure par le seul pas rapide dont elle s'enfuit. Tu n'en a qu'une à craindre : Elle va et vient accompagne ta route, l'ombre que tu redoutes Nous ne sommes nous autres hommes, qu'une ombre fugace qui ne reviendra pas.) »

- Plusieurs anciens hospices et prieurés.

### Musées
- Le musée de Noyers, créé en 1876, a été réaménagé en 1992. Il est installé dans l'ancien collège et présente notamment un cabinet d'amateur du XIXe siècle et une importante collection d'art naïf, qui figure parmi les plus complètes d'Europe, léguée au village par le peintre Jacques Yankel.
- La Maison du Schématisme ouverte en 1996 par Robert Estivals.

### Noyers et le cinéma
- En 1946, André Berthomieu choisit Noyers-sur-Serein pour son film Amour, Délices et Orgues.

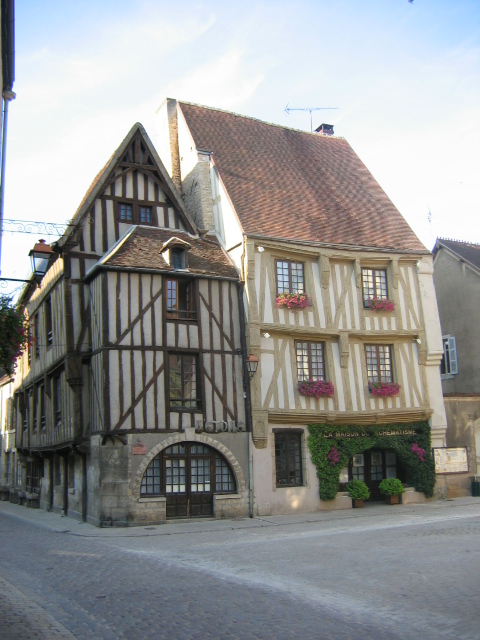
La « Maison Jaune » à droite, construction du XV située Place de l'Hôtel de ville, rebaptisée « Hôtel du Globe » dans La Grande Vadrouille avec la scène où l’on voit Bourvil et Louis de Funès se glisser dans l'auberge.

- En 1966, la scène de l'auberge dans La Grande Vadrouille de Gérard Oury est tournée dans la maison à colombage située place de l’hôtel de ville à Noyers, près de la mairie et de l’agence du Crédit Agricole. Les personnages  en cavale joués par Bourvil et Louis de Funès passent sous les arcades puis traversent la place sur la pointe des pieds, Bourvil portant leurs deux bicyclettes sur les épaules avant de les poser contre un mur à côté de l’auberge. Ils se glissent ensuite dans cette construction du XVe siècle, connue sous le nom de « Maison Jaune » et rebaptisée Hôtel du Globe pour les besoins du film. Ils arrivent alors en plein banquet de soldats de la Wehrmacht.
- En 1982, une partie du feuilleton L'Esprit de famille, de Roland-Bernard, est tournée dans le centre du village, notamment devant la mairie et devant l'église, avec les acteurs Maurice Biraud, Véronique Delbourg et Érik Colin.
- Début 1984, le clip de la chanson New Moon on Monday du groupe anglais Duran Duran est tourné dans les rues du village.
- En 1986, Giorgio Treves tourne à Noyers quelques scènes de son premier long métrage, Le Mal d'aimer.
- En 1988, pour Antenne 2, Josée Dayan installe sa caméra à Noyers pour réaliser Le Chevalier de Pardaillan, une série télévisée en quinze épisodes.
- En 1990, une partie du téléfilm L'Enfant des loups est tournée dans le village.
- Pendant l’été 2006, le petit bourg médiéval se transforme en décor de cinéma le temps de quelques jours. Un retour en l'année 1645, de la terre battue dans les rues : c’est Molière de Laurent Tirard qui y est tourné, avec Romain Duris, Fabrice Luchini, Laura Morante, Édouard Baer et Ludivine Sagnier. La même année, Hollywood pose aussi ses caméras à Noyers, pour les scènes du village dans le film Stardust, le mystère de l'étoile de Matthew Vaughn avec Robert De Niro et Michelle Pfeiffer.
- En 2009, Noyers sert de décors pour la huitième saison d'Une famille formidable, diffusée sur TF1. En 2011, trois épisodes de la neuvième saison de la série sont également tournés, en juin, à Noyers. En 2012, la production y pose aussi ses valises pour y tourner une partie de la saison 10.

### Personnalités liées à la commune

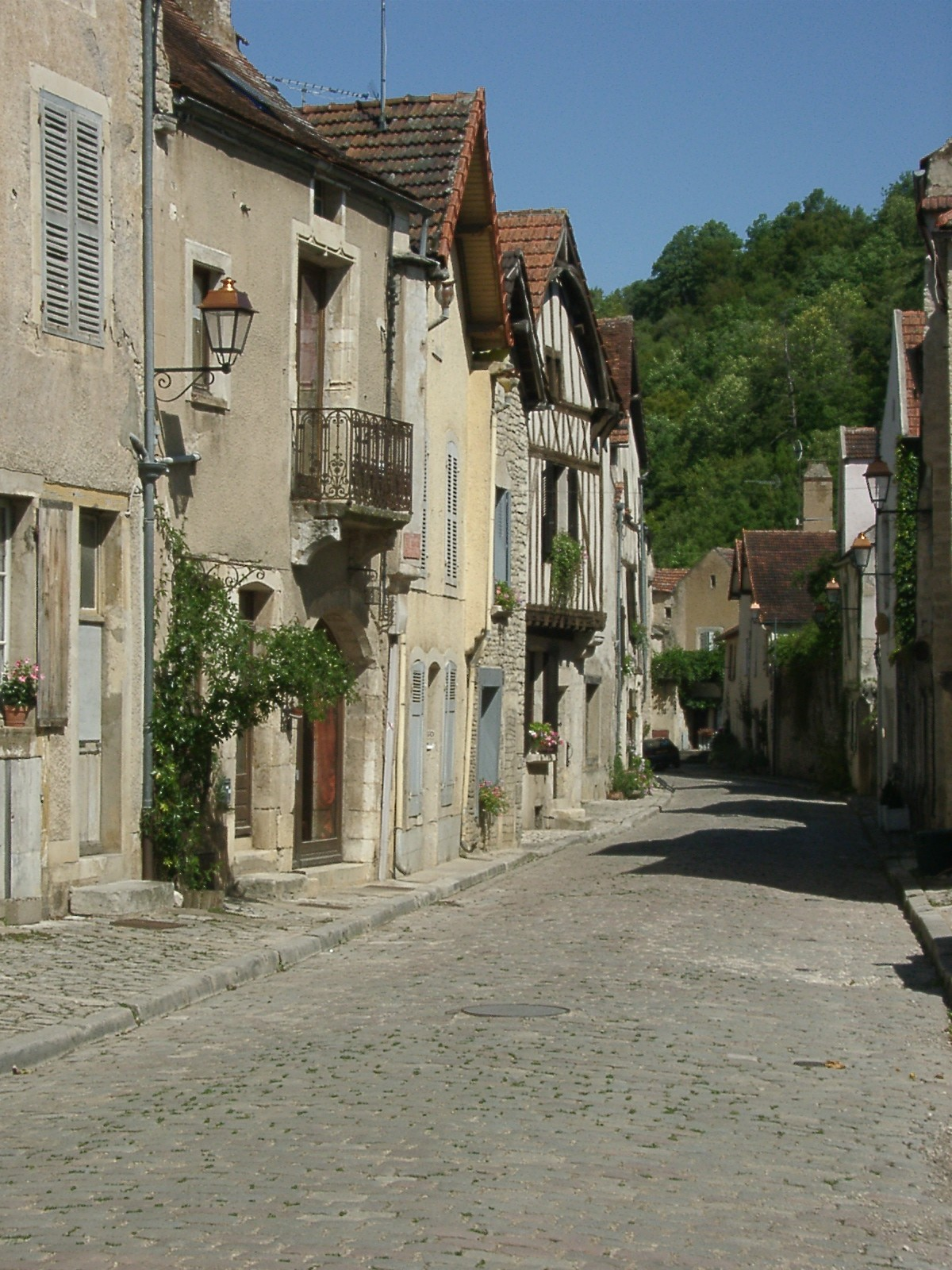
La rue Franche.

- Miles X de Noyers (1271-1350), maréchal de France
- Bénigne Grenan (1681-1723), professeur à l'université de Paris, panégyriste du vin bourguignon.
- André Louis Olagnier (1764-1838), général des armées de la République, né dans la commune ; décédé à Auxerre.
- Louis Veuillot (1813-1883), journaliste, était d'origine nucérienne.
- Théophile Collinot (1844-1905), homme politique, maire de Coulanges, sénateur de l'Yonne.
- Gaston Arbouin (1849-1907), homme de presse et homme politique, propriétaire du journal Le Petit Troyen, député de 1900 à 1906.
- Charles-Louis Pothier (1881-1962), parolier et librettiste, y a fréquemment séjourné et une voie y porte son nom.
- Henri Cartier-Bresson (1908-2004) y a passé une partie de son enfance.
- Jean Garnault (1925-), dirigeant sportif et homme politique ; sa famille est originaire de Noyers-sur-Serein.
- Victor Eresko (1942-), pianiste, y est installé.
- Daniel Rolland (1944-), figure emblématique de l'AJ Auxerre, chargé de la formation (1981-2000) de l'équipe première (2000-2001) puis du recrutement (2001-2010).
- Raymond Riotte (1940-), coureur cycliste professionnel (1697 1974), vainqueur d'étape et porteur du maillot jaune et maillot vert lors du Tour de France (1967). 8 participations au Tour de France. 5 participations aux championnats du monde.

### Héraldique
| Blason | Blasonnement : D'azur à une aigle d'or surmontée d'une couronne murale du même. |